# Чубара масть

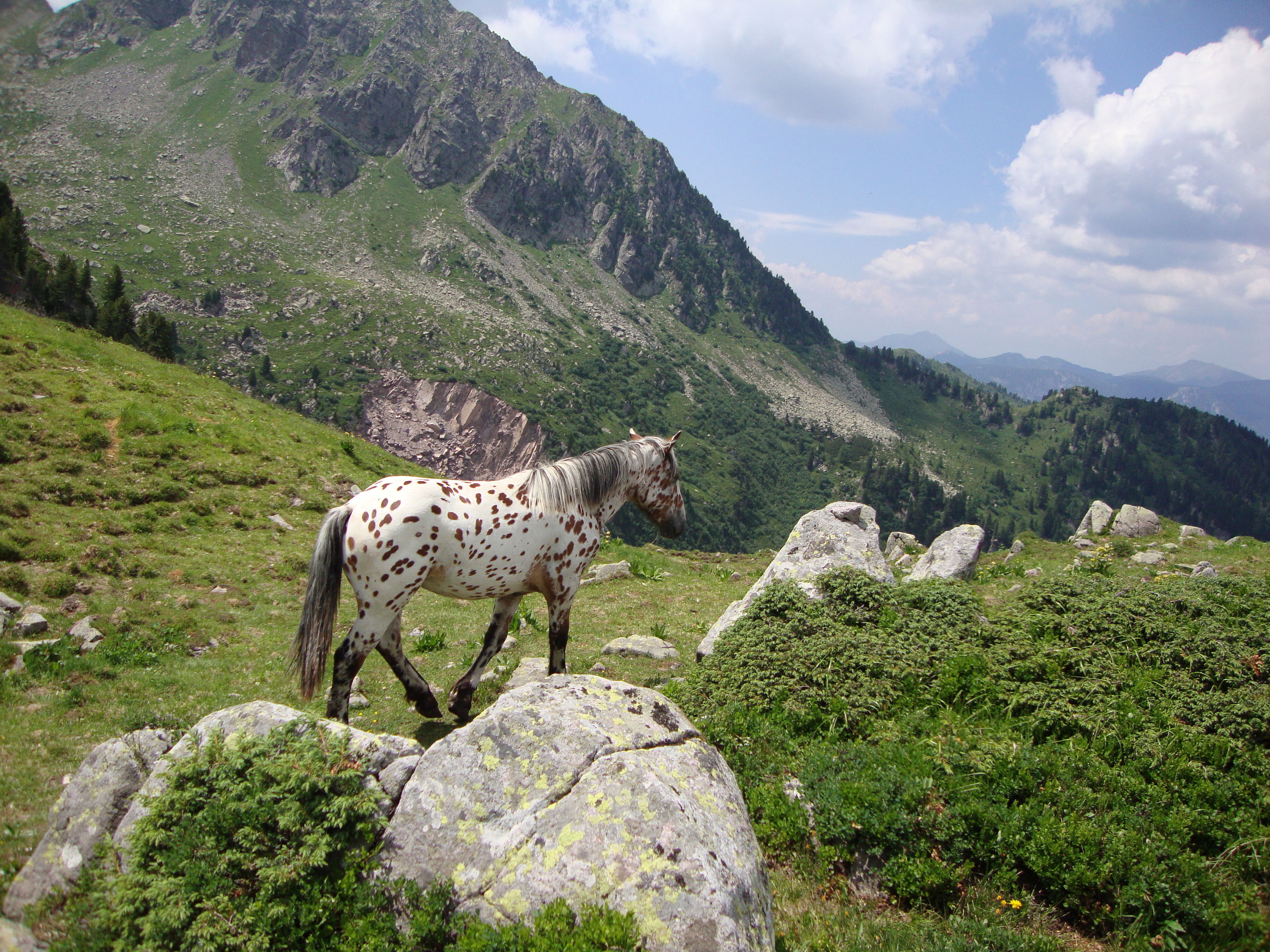
Чубарий кінь.

Чуб́ара масть — одна з похідних мастей коней, що виникла внаслідок генетично обумовленого явища точкової та ситоподібної депігментації коней. Лошата чубарої масті можуть мати ознаки чубарості як при народженні, так і проявити їх лише з віком.

## Опис
Кіньми чубарої масті зазвичай називають тих представників, в яких тіло покрите різною за площею білою шерстю з невеликими, іноді дуже маленькими і чисельними, розкиданими по тулубу (починаючи з області крупа) овальними чи круглими кольоровими областями, колірна гама яких визначена базовою мастю коня. За контрастуючими кольорами, коли площа білого недостатня щоб повністю покрити все тіло коня, можна виявити базову масть: гнідо-чубара, вороно-чубара, рудо-чубара, солово-чубара, булано-чубара, ізабелово-чубара тощо.
За площею і місцем розташування ознак, властивих чубарій масті, виділяють багато підтипів, від максимального прояву — близького до білої масті, коли плям немає або їх майже не видно через велику площу білого на тілі; середнього прояву — з помітними кольоровими овальними областями; і до мінімального — коли біла шерсть з плямами або без них сконцентровані лише на невеличких ділянках тіла, таких як круп та ніс, або ж плям чи білої шерсті взагалі не можна виявити, але є маленькі точкові депігментовані області, такі як шкіра, склера очей, копита чубарого коня. Через велике різноманіття прояву чубарої масті і можливість затримки в візуальному прояві ця масть є однією з найскладніших для опису, проте найрозповсюдженіший прояв чубарої масті легко відрізнити від інших через унікальність серед інших мастей коней і подібність до типового окрасу далматинської породи собак.

Приклади чубарої масті.
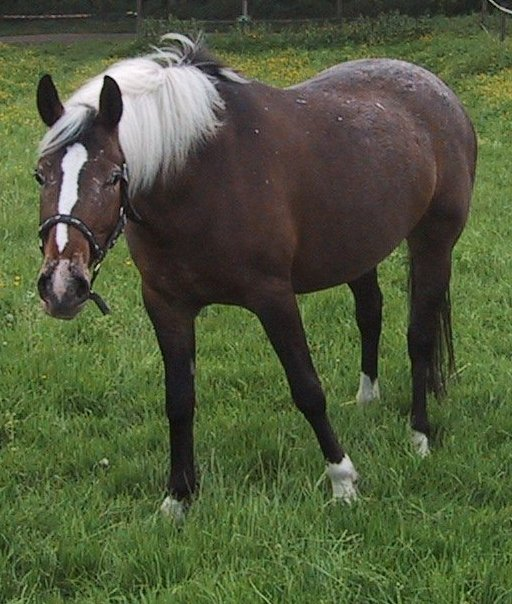
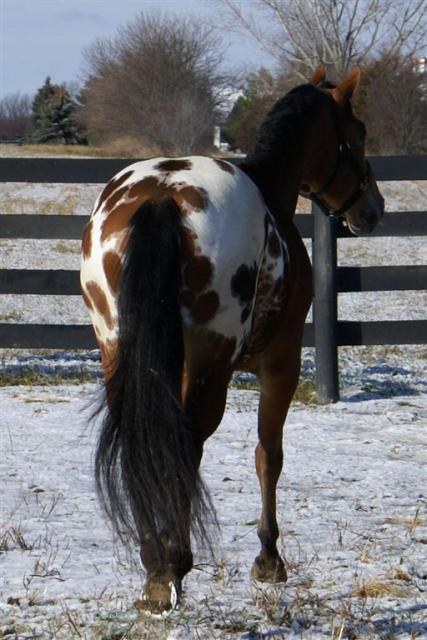
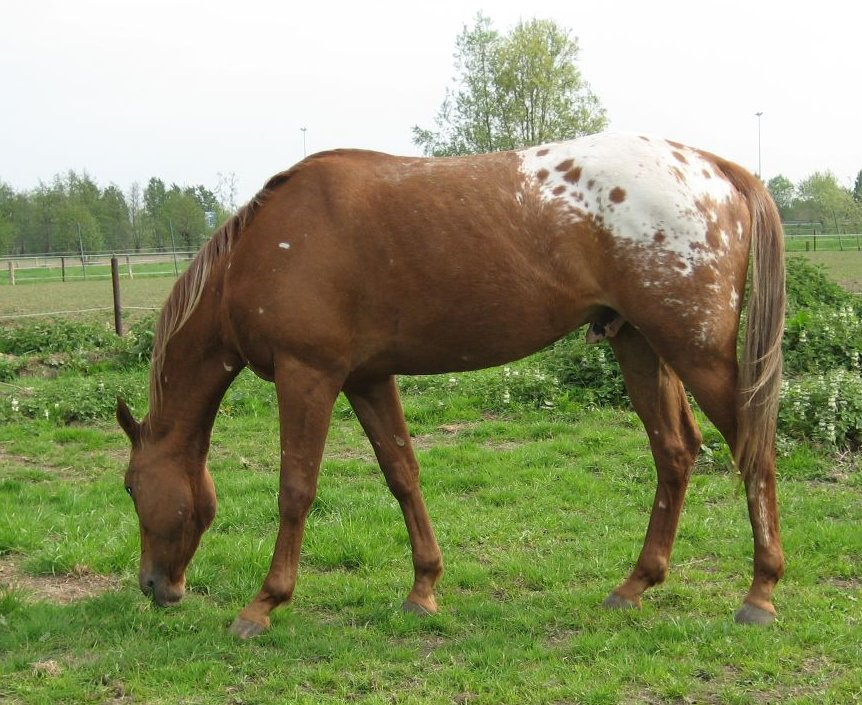
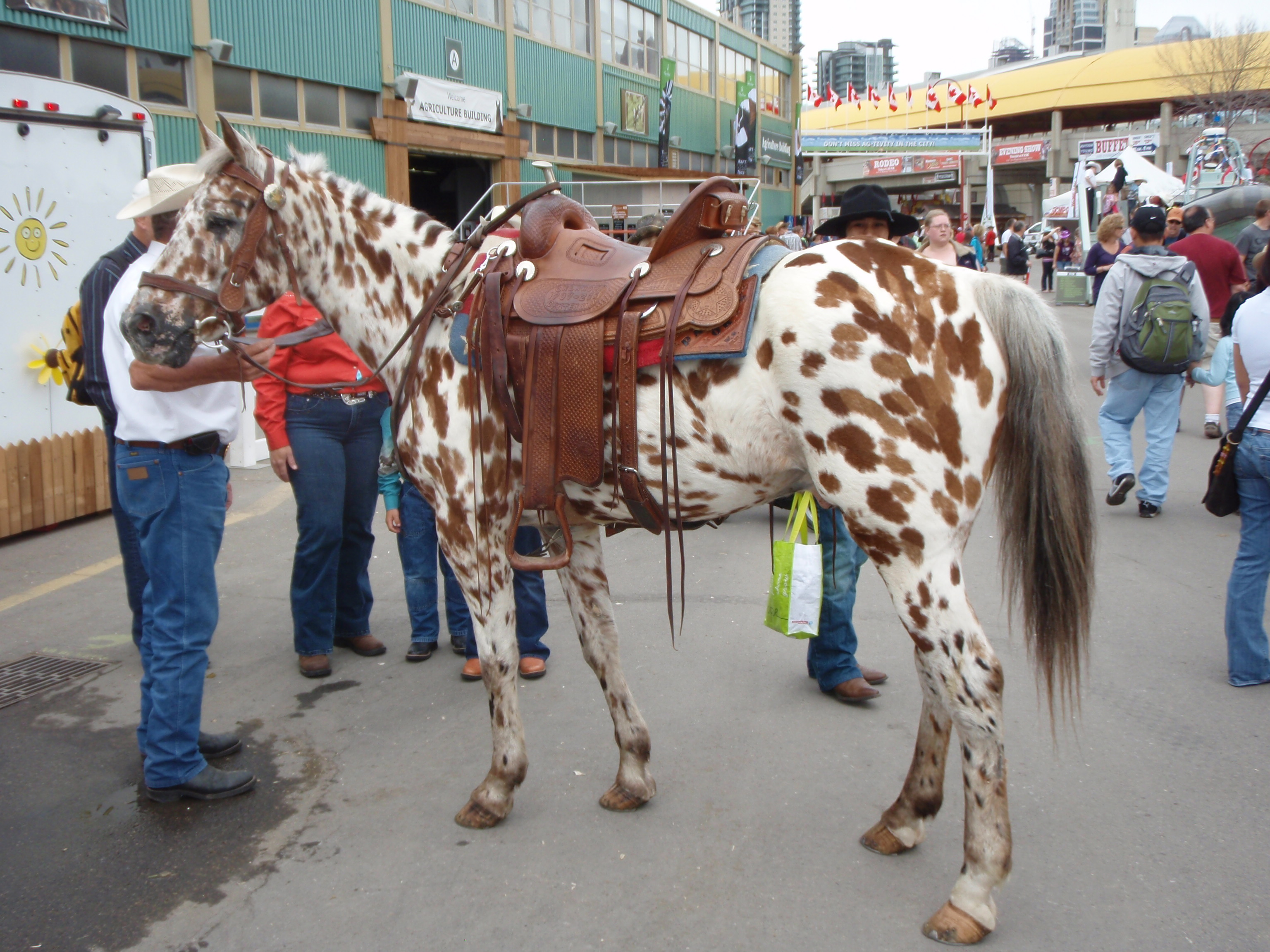
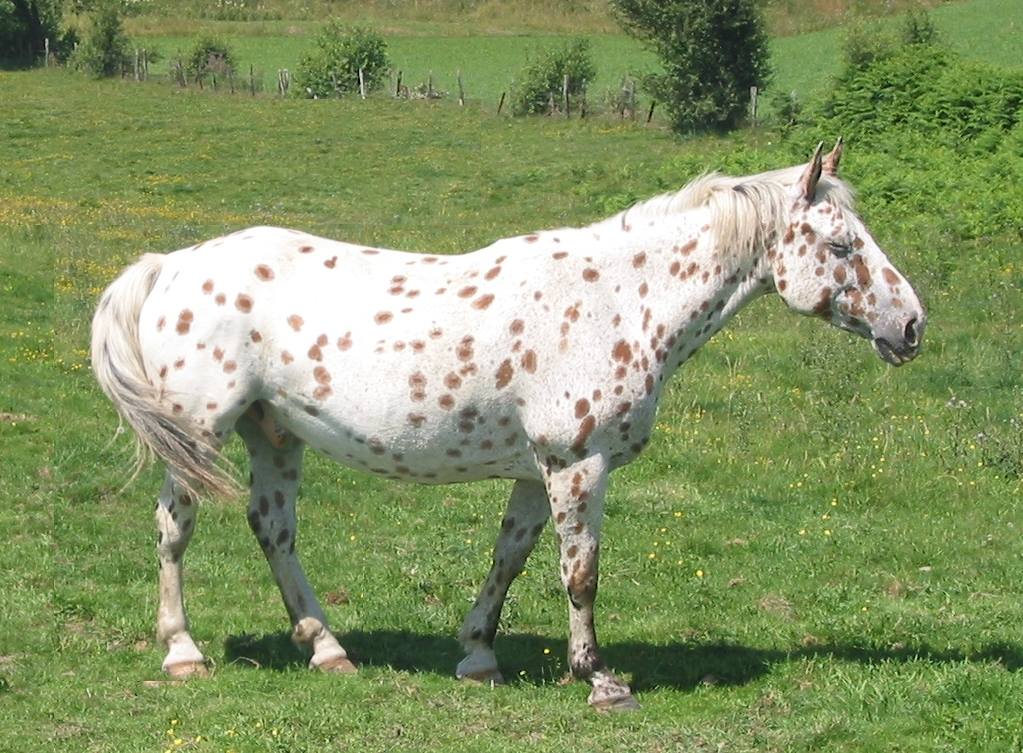
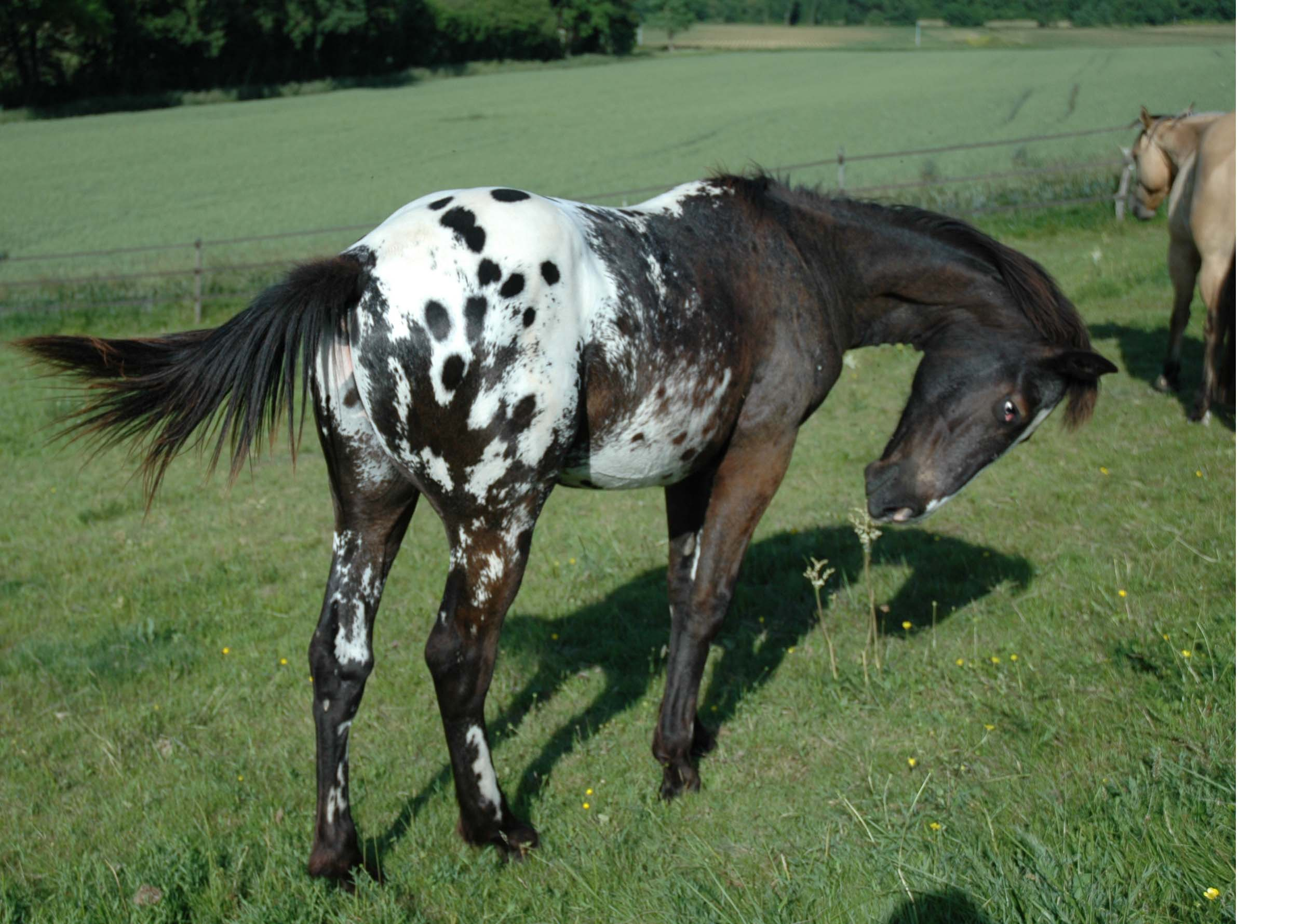
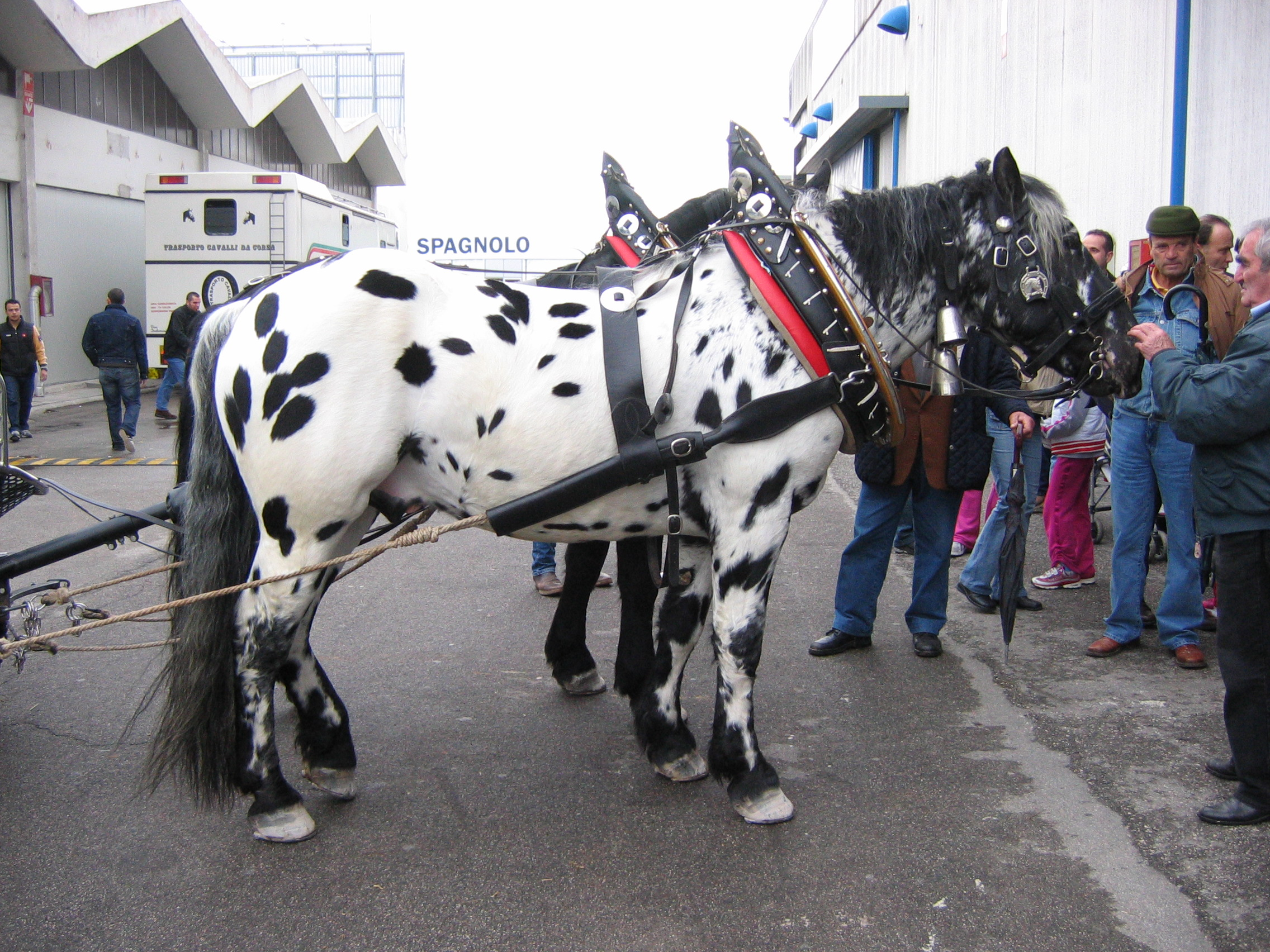
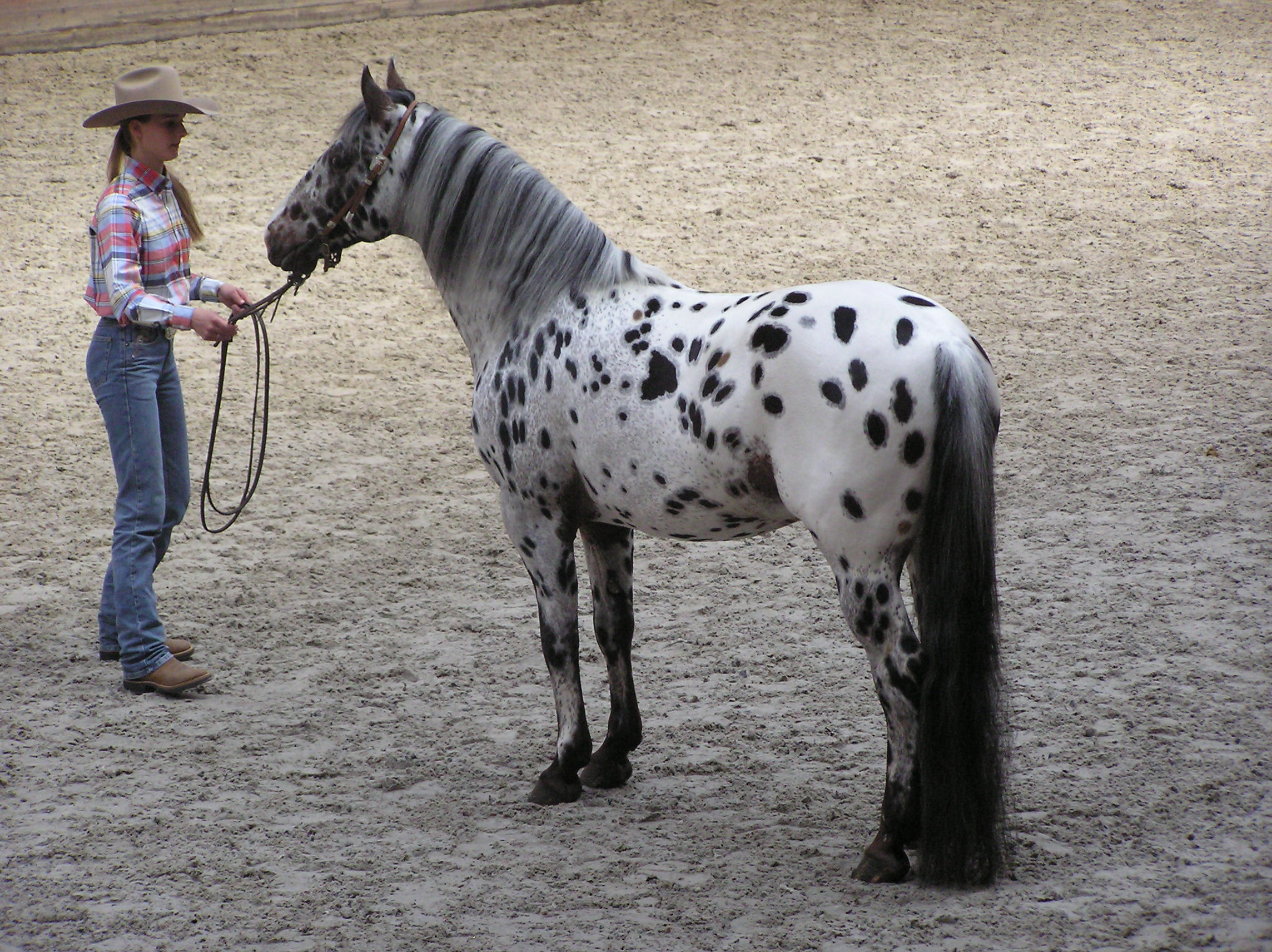
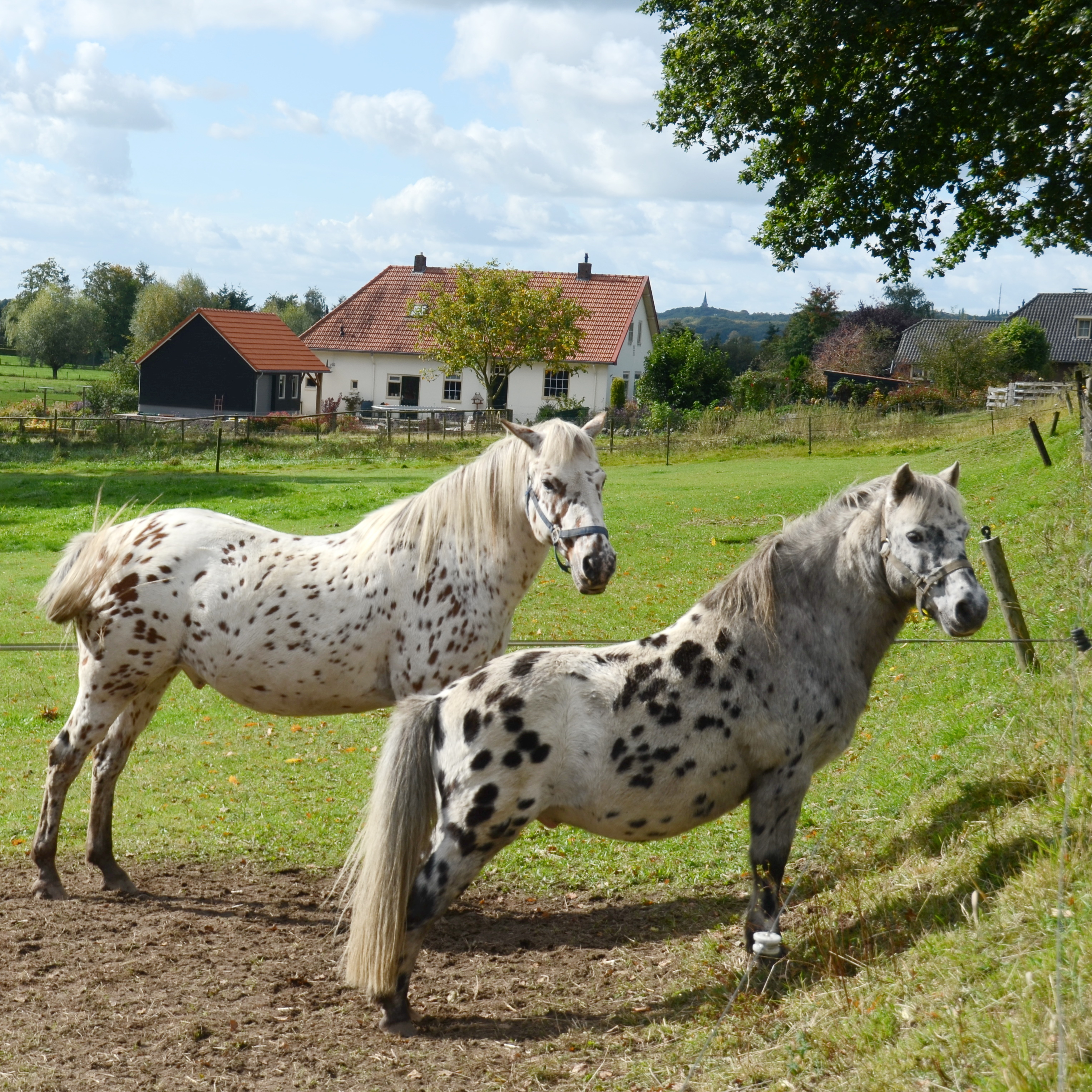
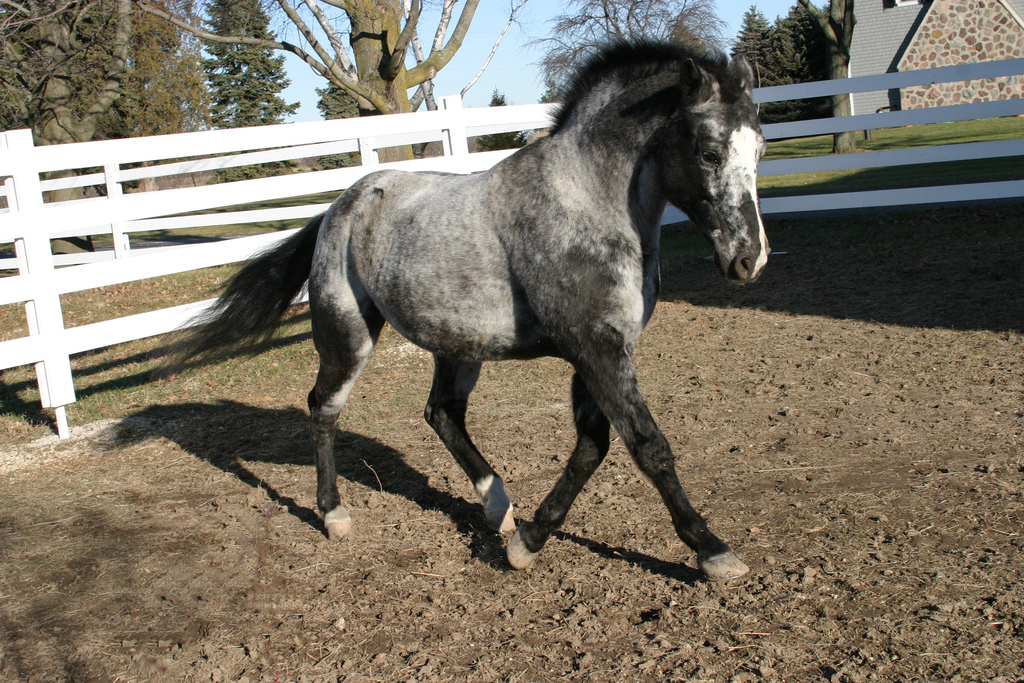
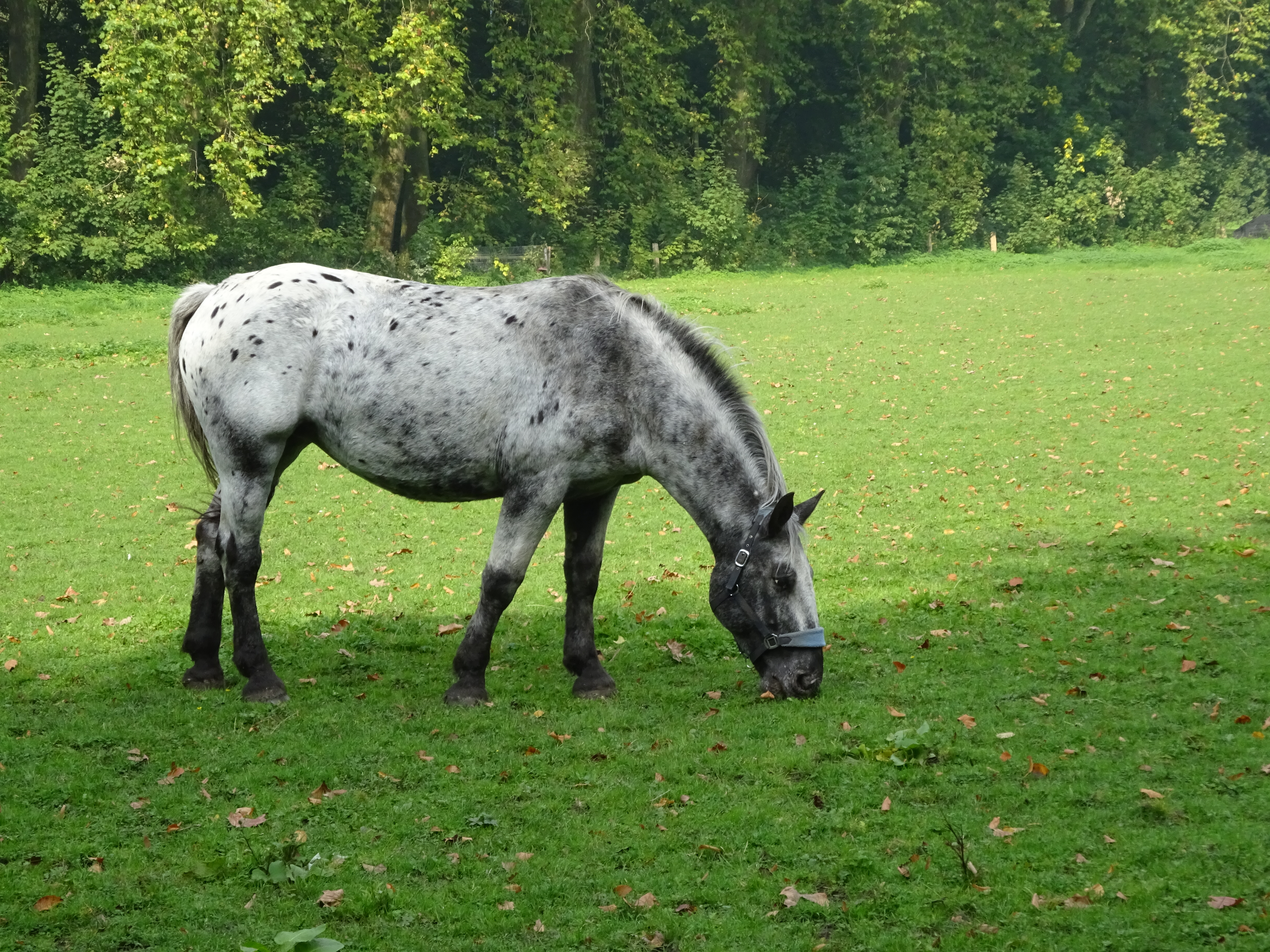
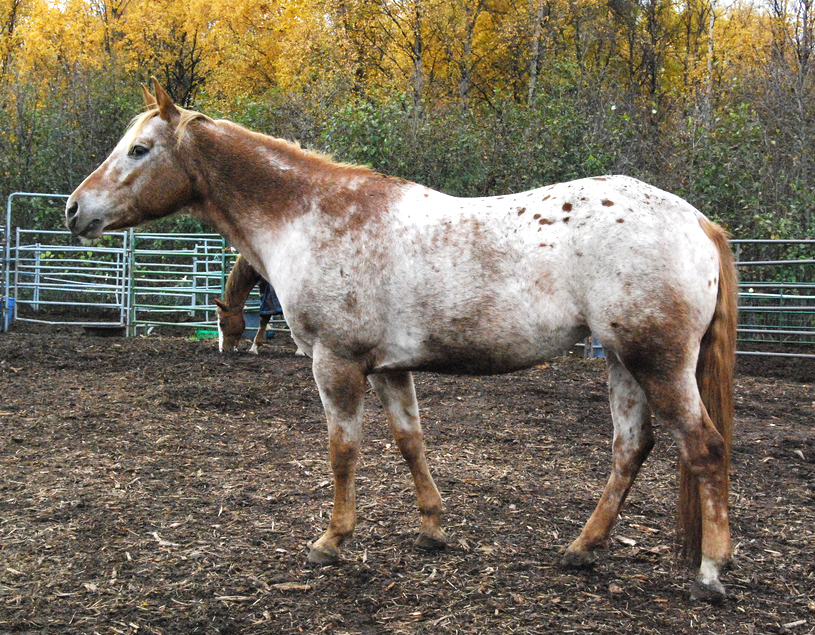
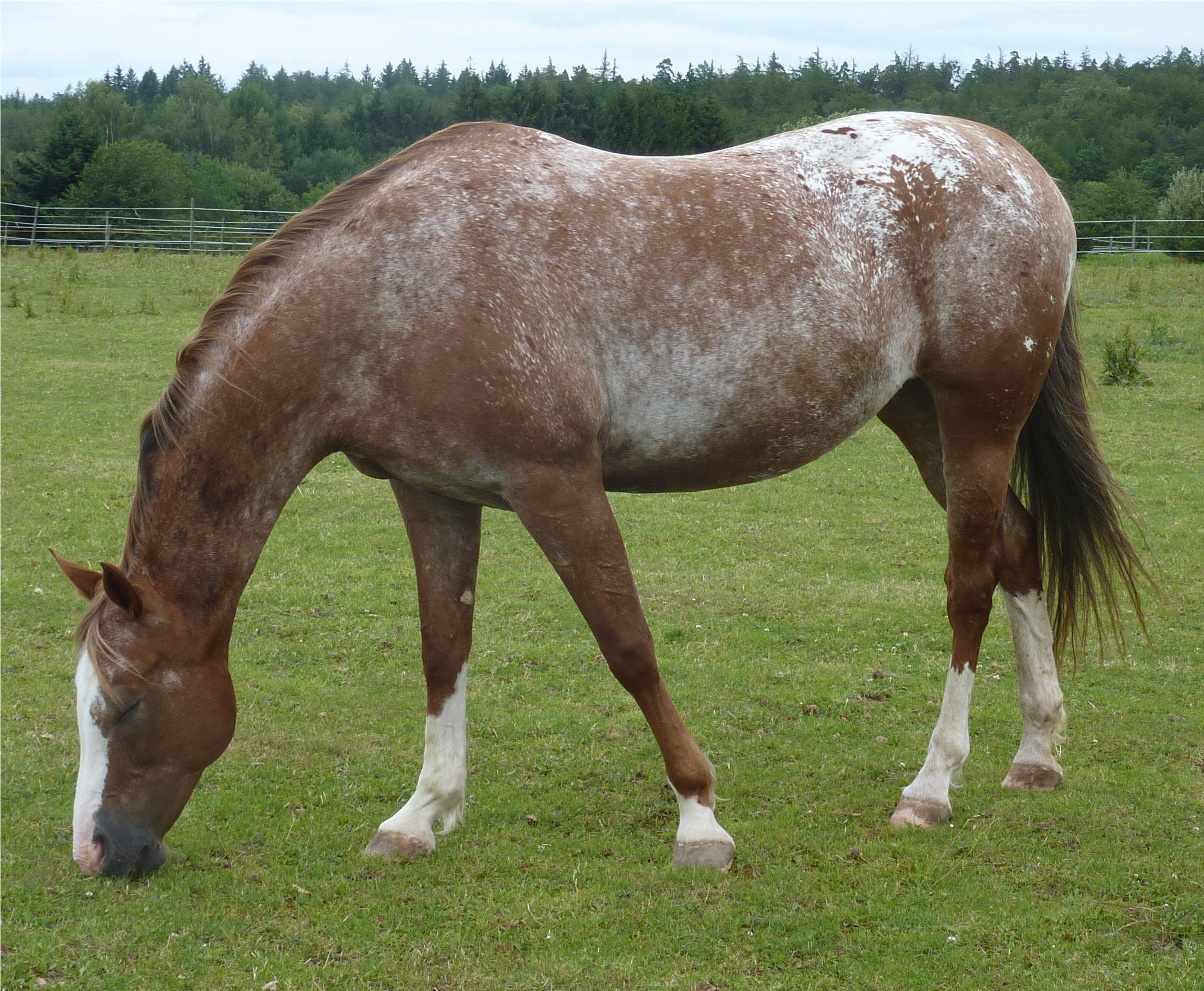
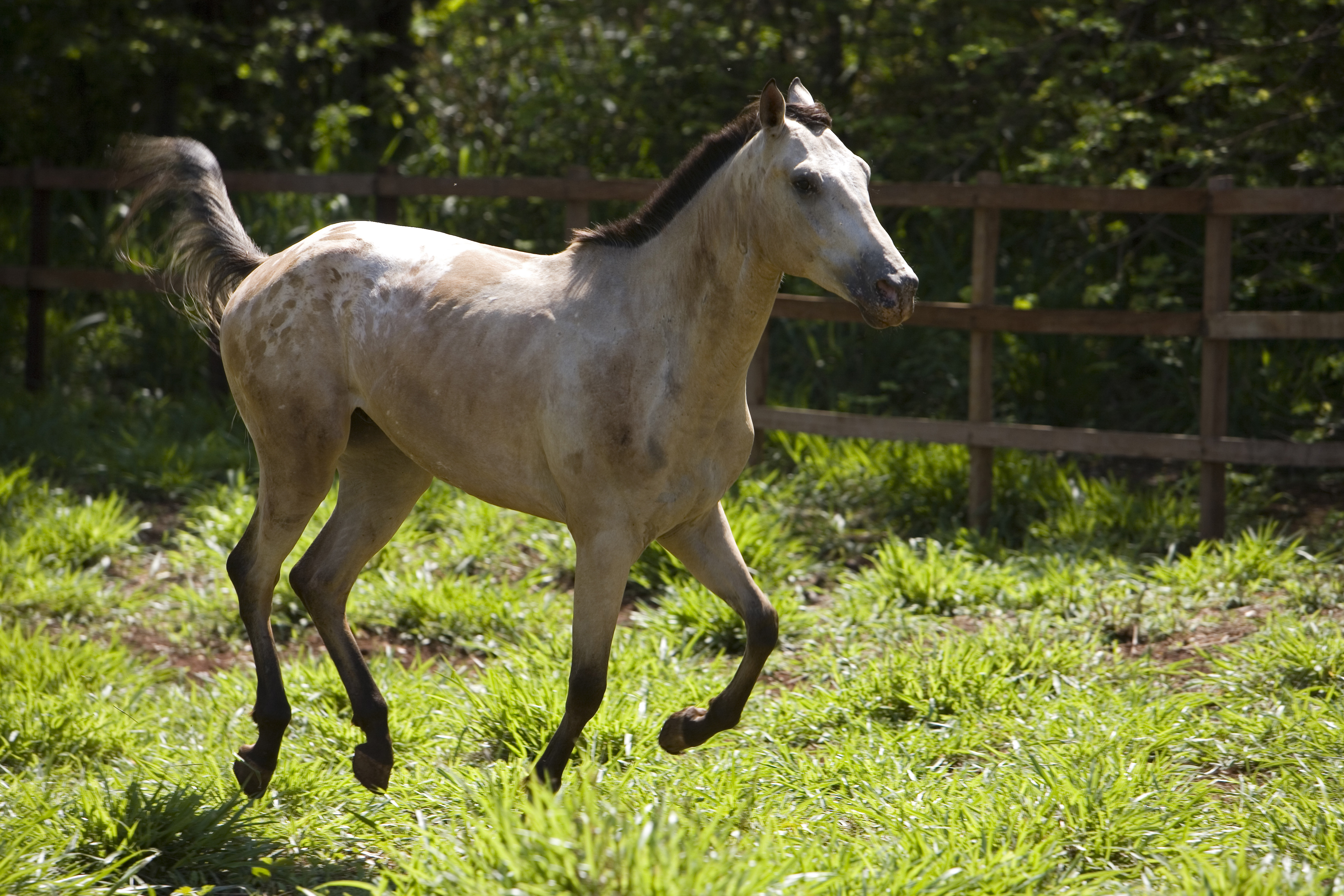
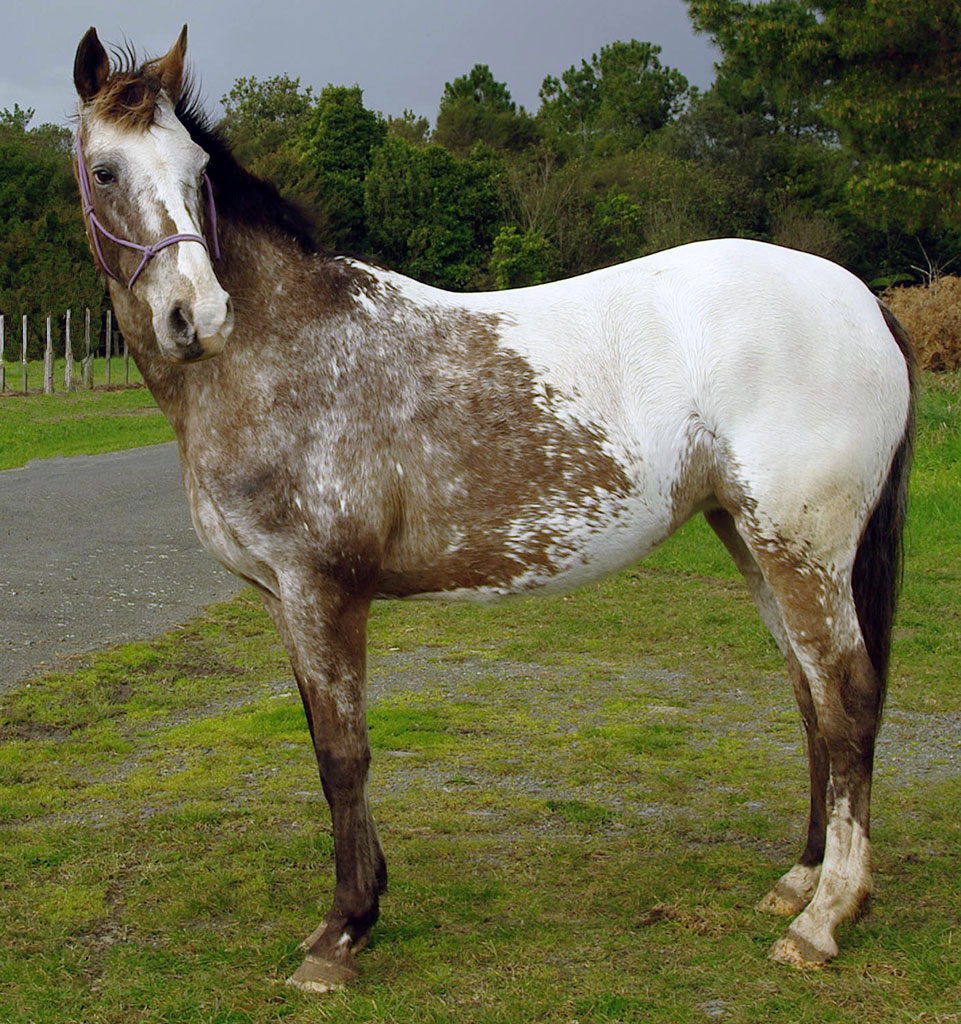
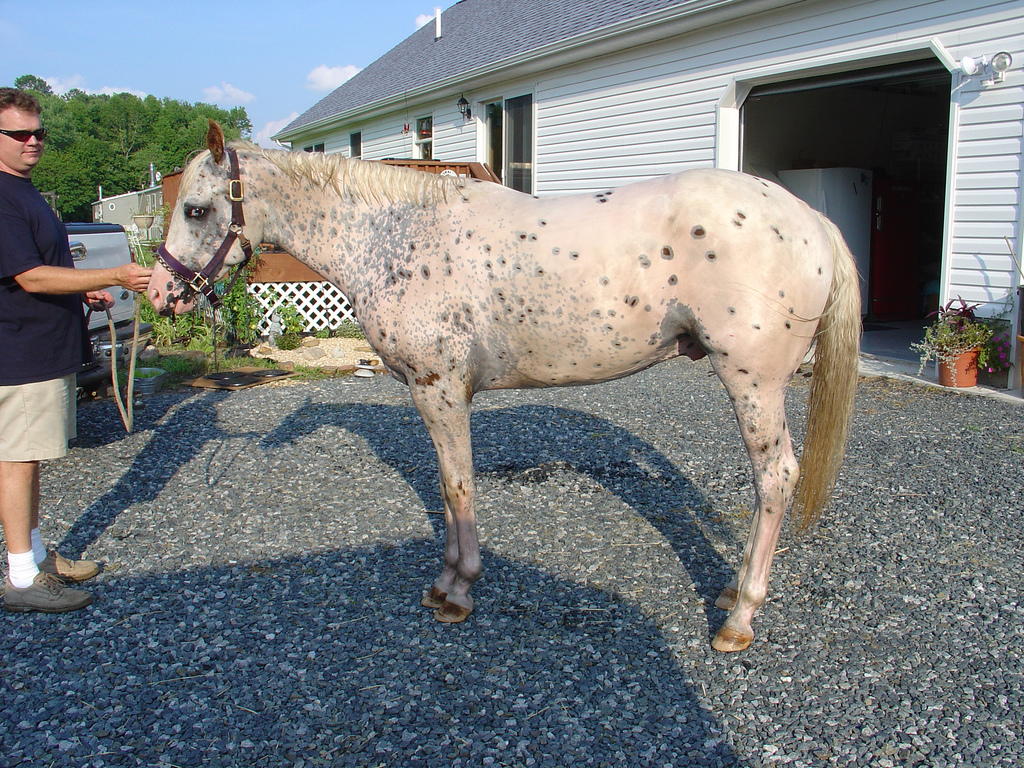
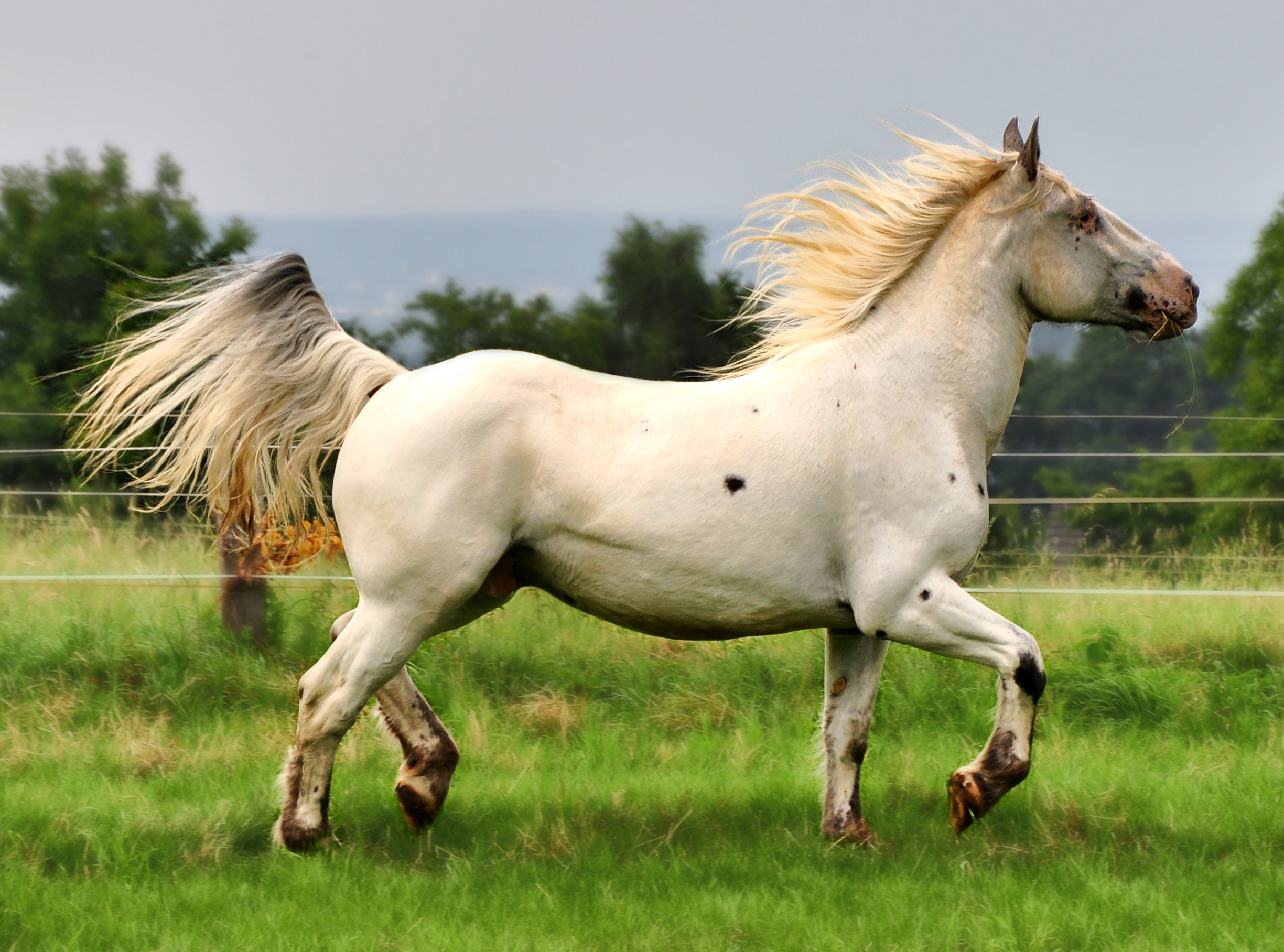
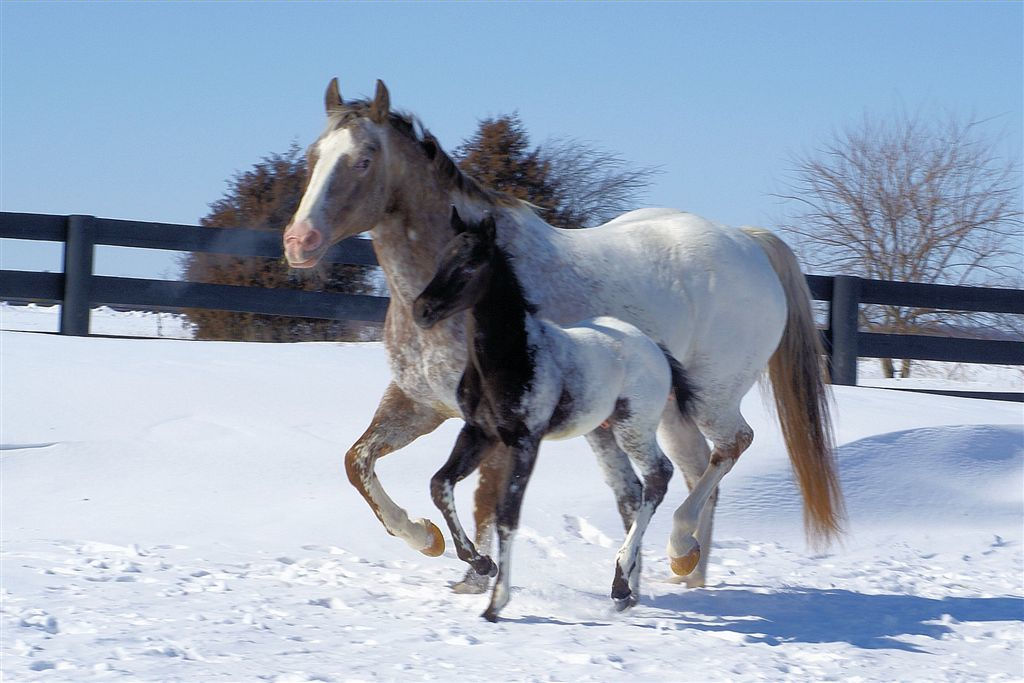

### Головні ознаки
- Помітні кольорові плями овальної форми на білій шерсті, що можуть проявитись як при народженні, так і з досягненням зрілості коня. Кількість плям, площа білого на тілі чубарого коня може суттєво змінюватись залежно від типу чубарої масті.
- За посиленого прояву площа білого зростає, вкриваючи майже все тіло чубарого коня, чим може нагадувати прояв спочатку сірої, рябої чи чалої, а потім і білої мастей, проте все ж має певні відмінності.
- Незалежно від інших ознак, на будь-якому етапі розвитку чубарого коня можна помітити смугастість копит та плямистість шкіри.
- Іноді чубарим коням властива така ознака, як наявність білої склери очей замість типової темно забарвленої.

Ознаки чубарості.
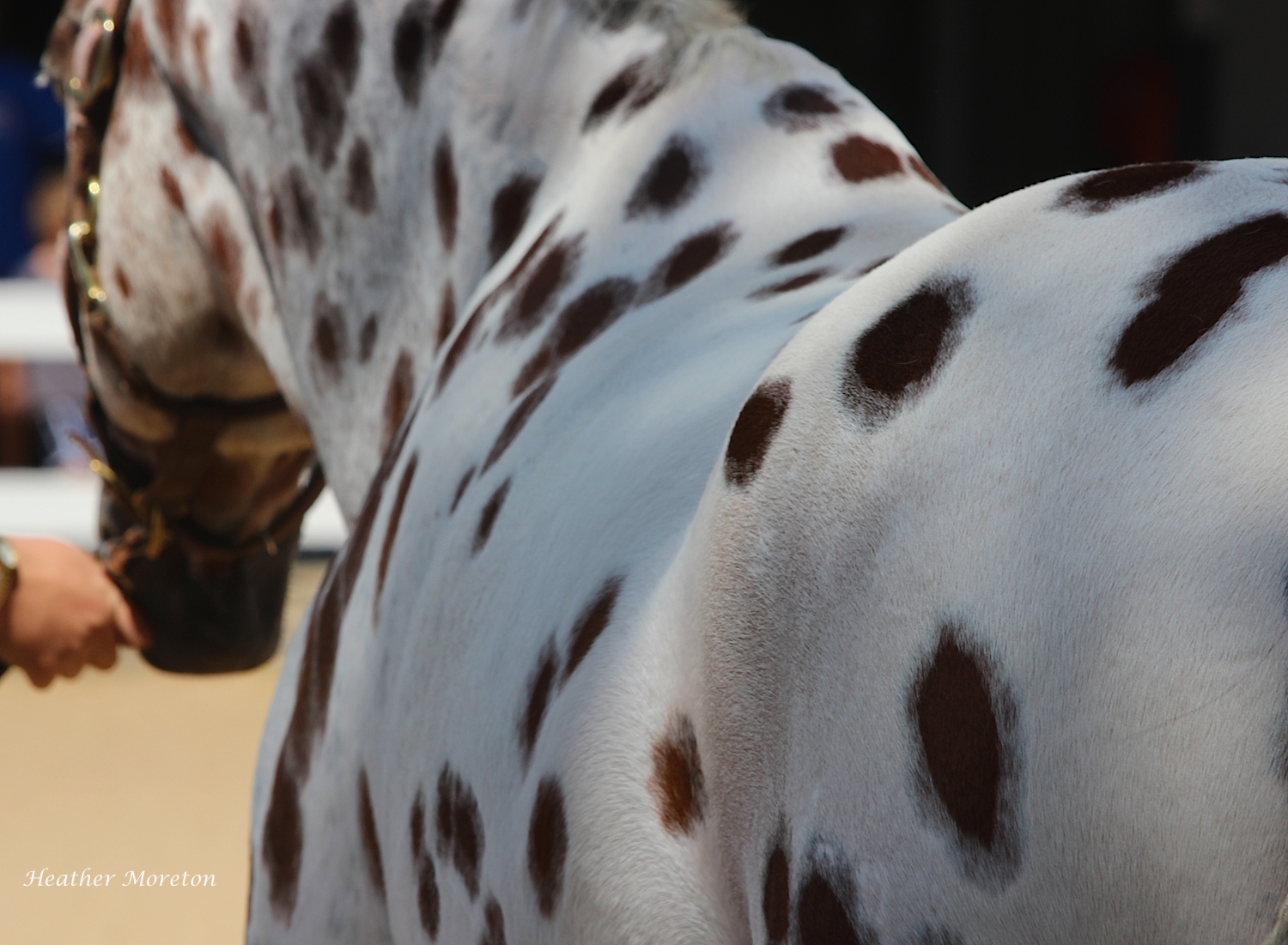
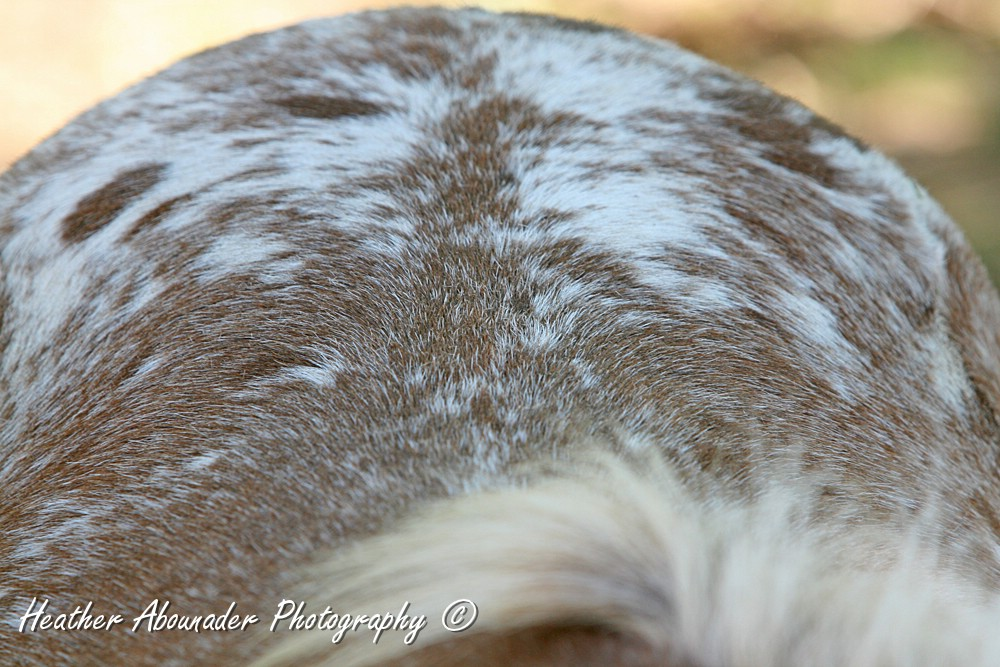
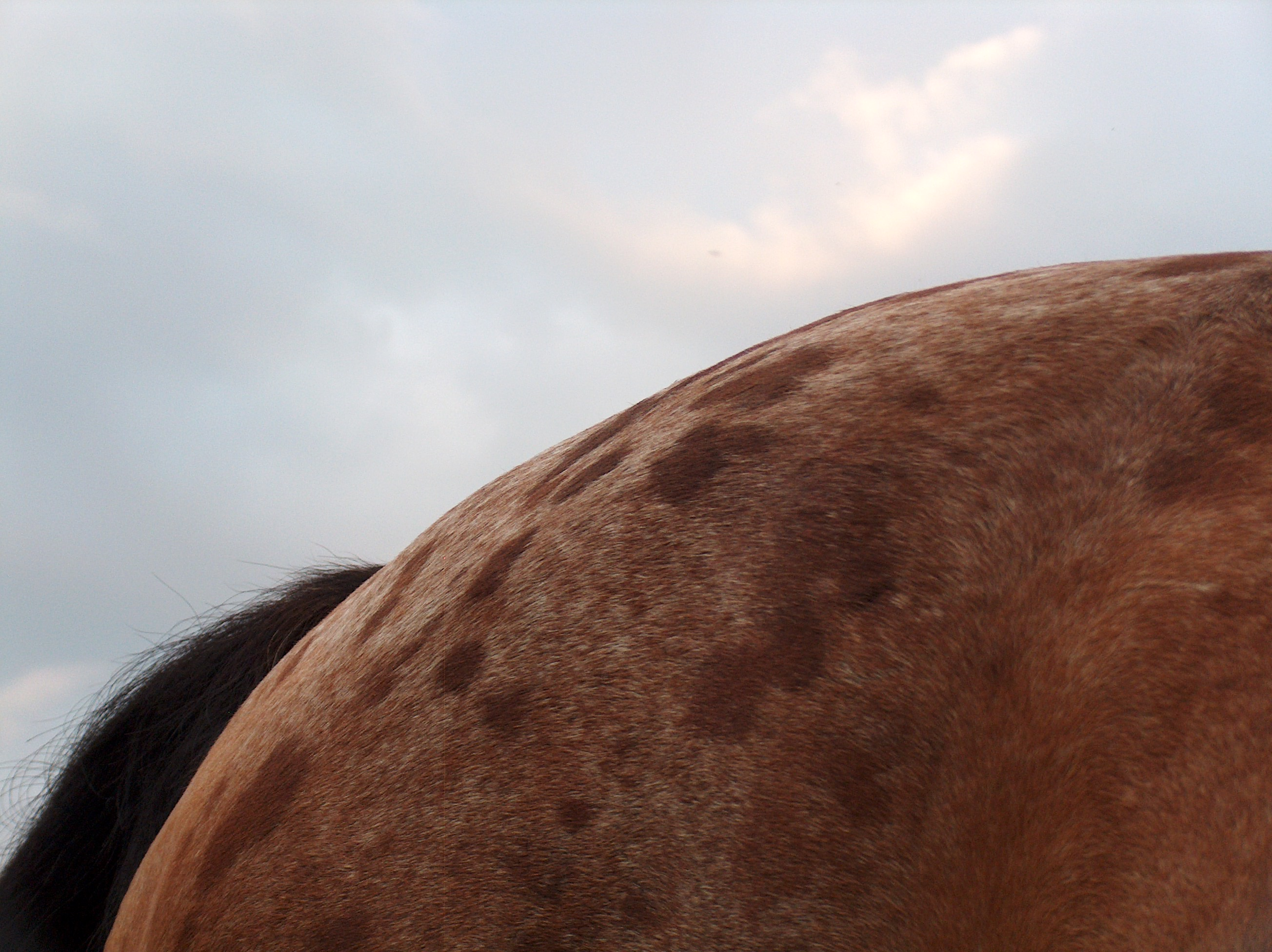
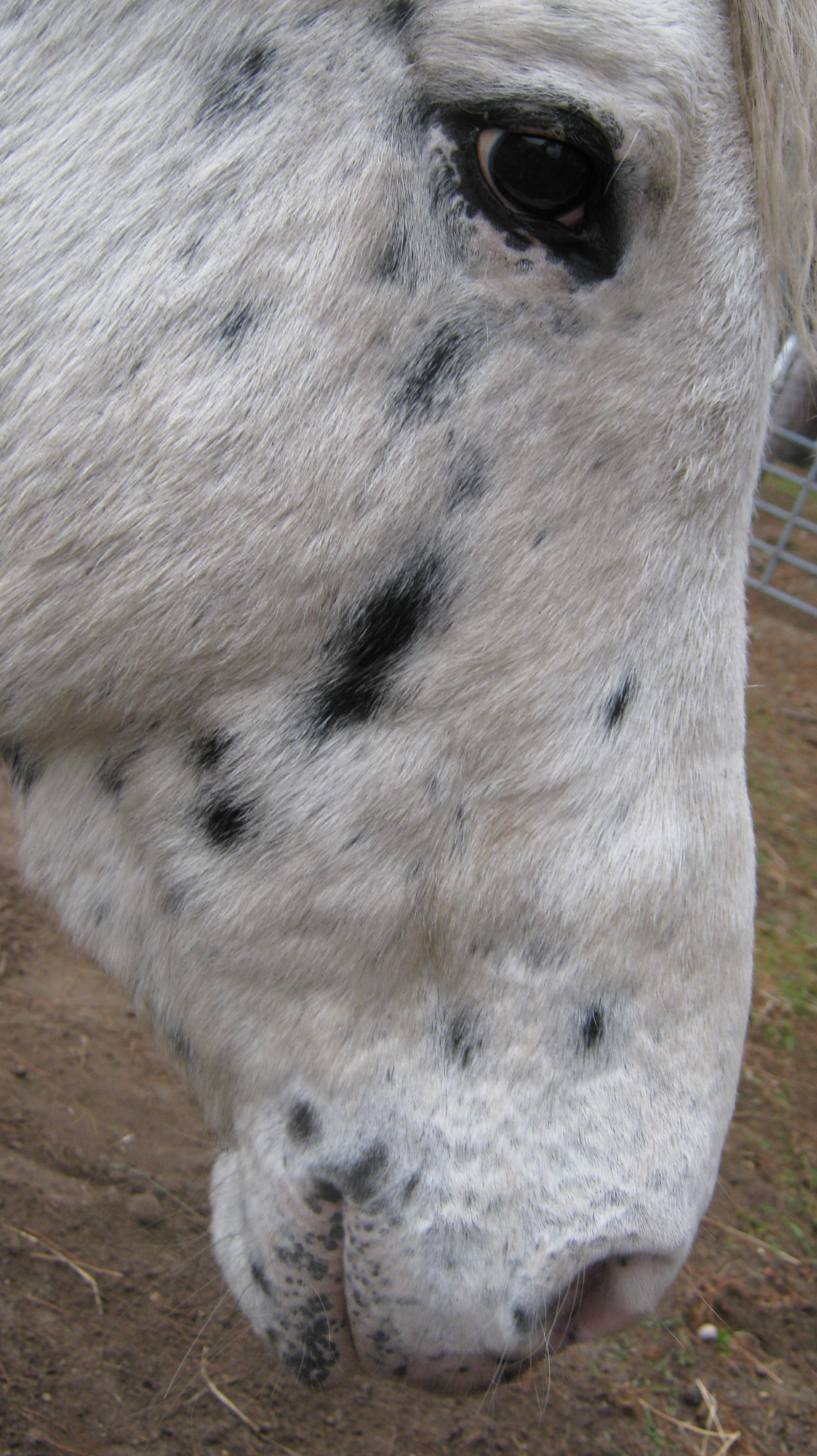
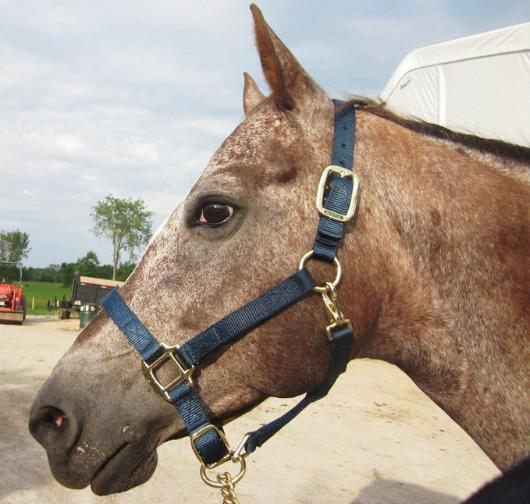
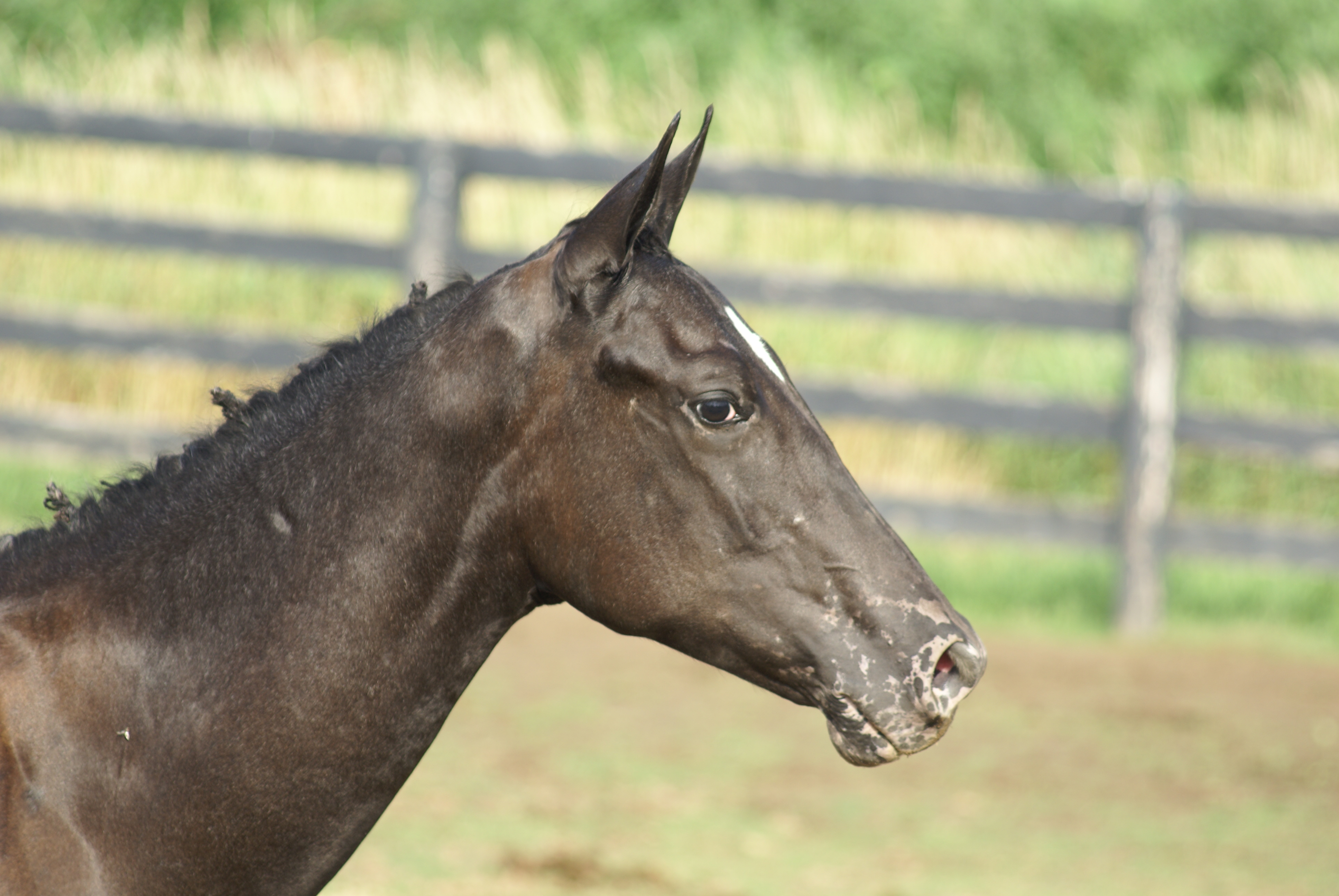
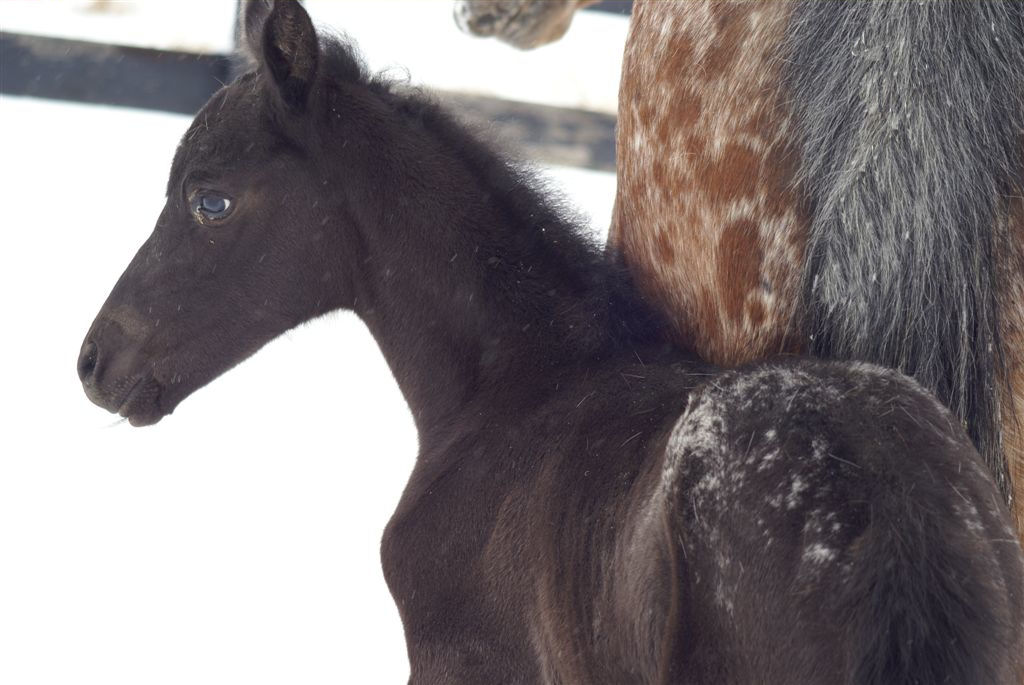
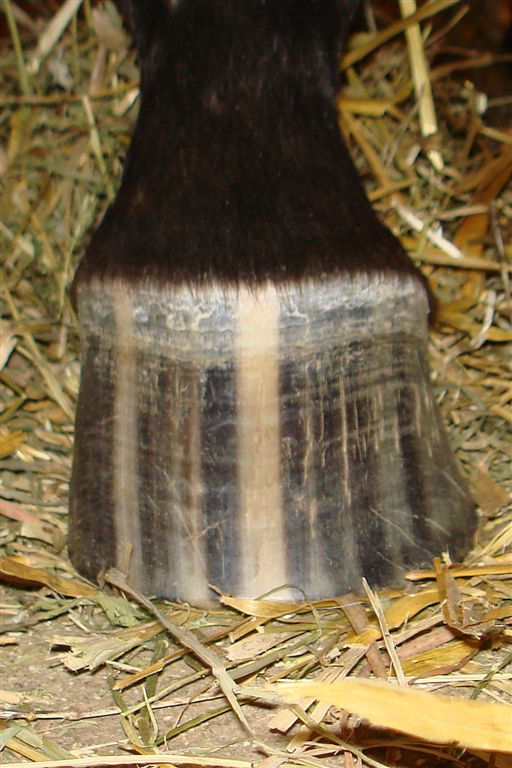

### Типи чубарої масті
Існує щонайменше шість типів чубарої масті, що відокремлені один від одного кількістю та розміром плям, формою, площею чубарого візерунку на тілі коня. Щоб відрізнити один тип чубарої масті від іншого спеціалісти звертаються до наукових статей, статистики та власного досвіду.

Схематичні приклади.
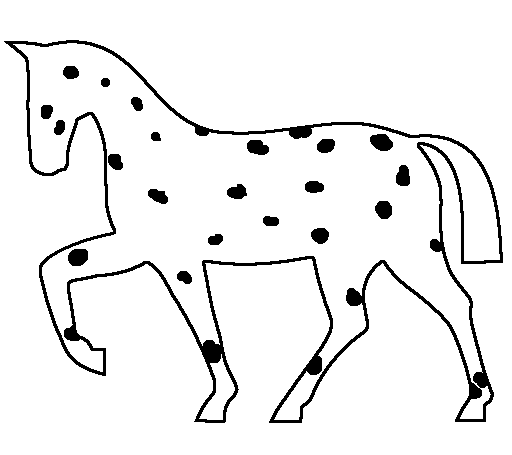
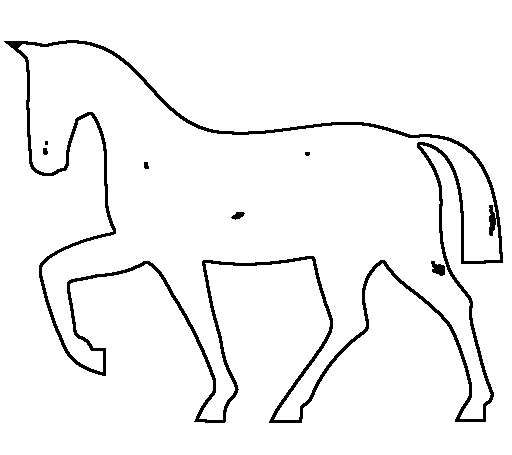
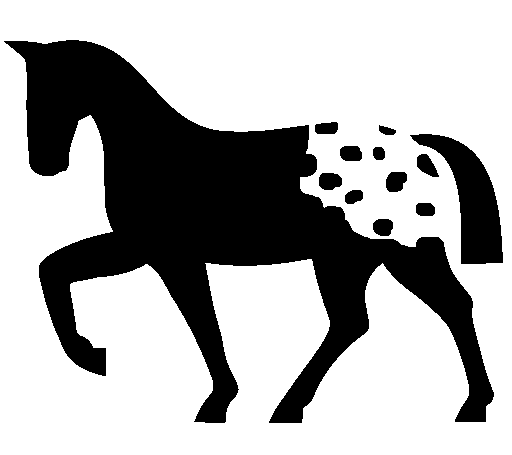
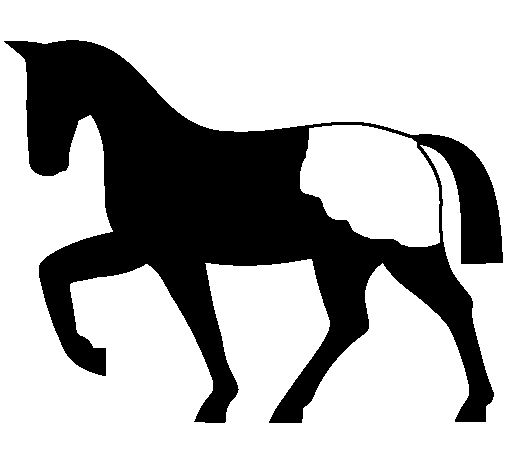
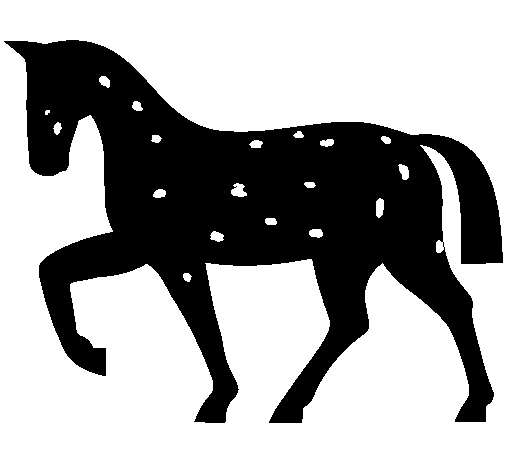
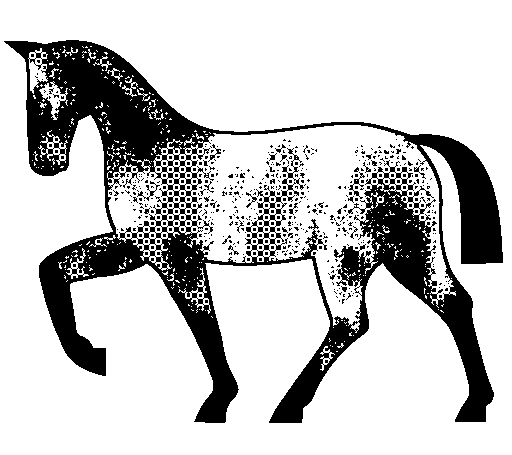

## Поширення
Чубара масть є однією з найдавніших мастей, про що свідчать наскельні малюнки коней епохи палеоліту, проте порід коней, де офіційно зустрічається ця масть не так багато. Це аппалуза, аралуза, кнабструппер, мустанг, норікер, алтайський, американський мініатюрний, аппалуза поні, британський плямистий поні, киргизький, фалабела, якутський кінь, а також деякі спортивні породи коней та поні де немає заборони на чубару масть.

Чубарі коні в історії.
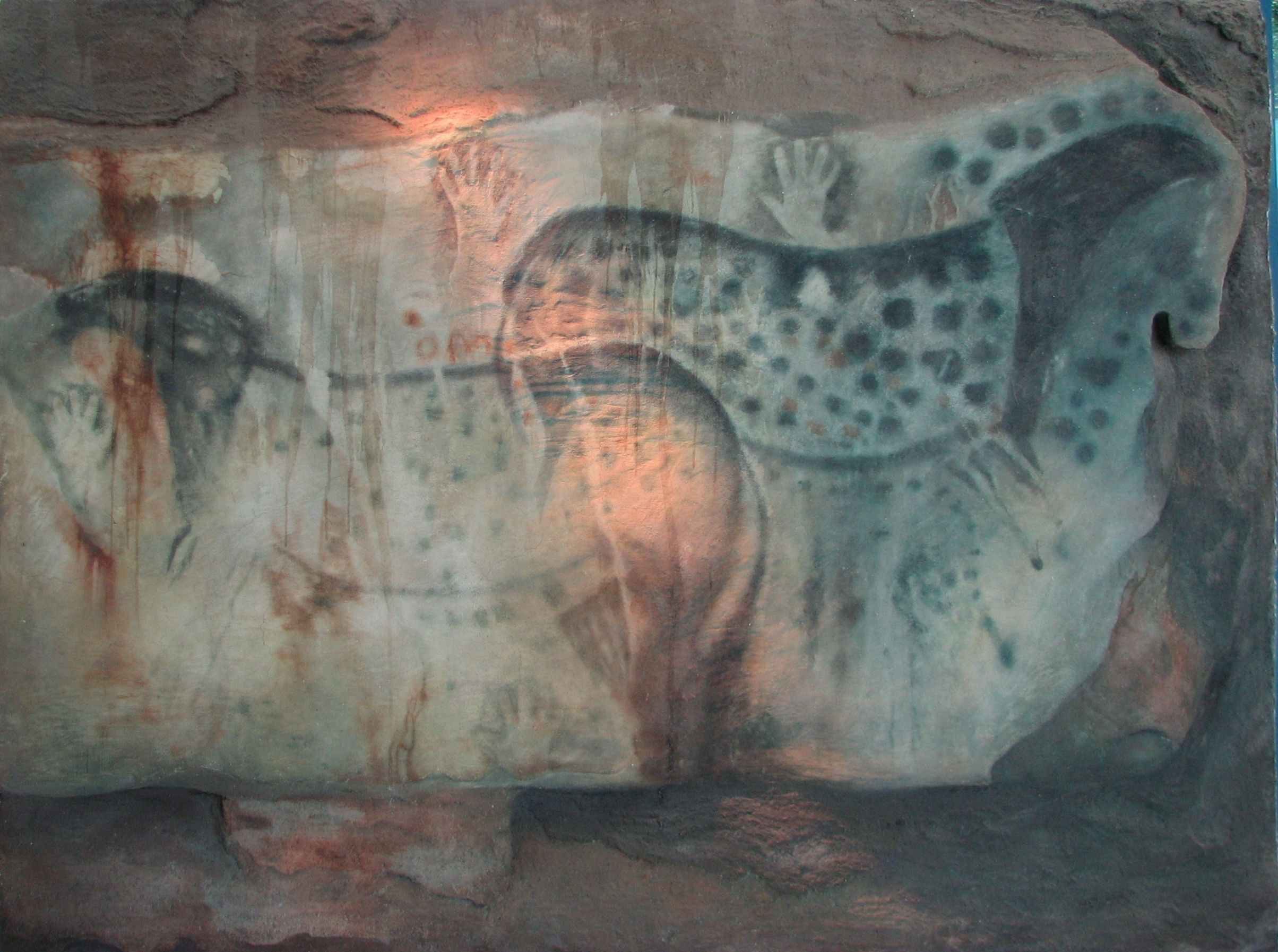
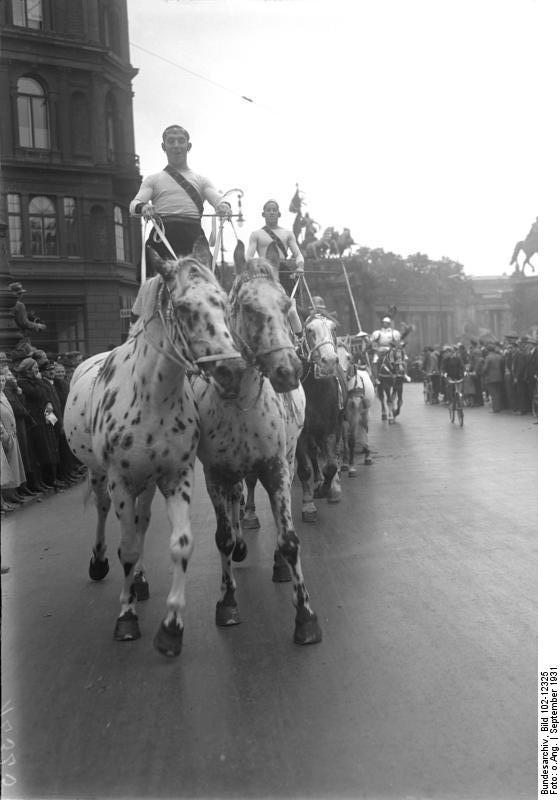
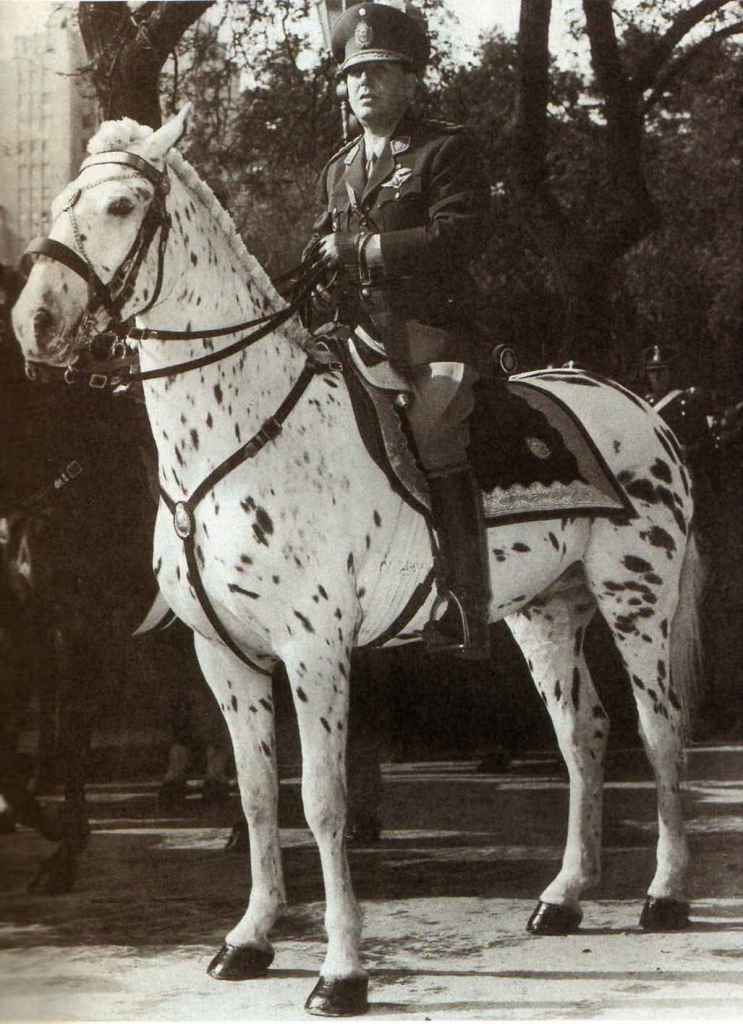
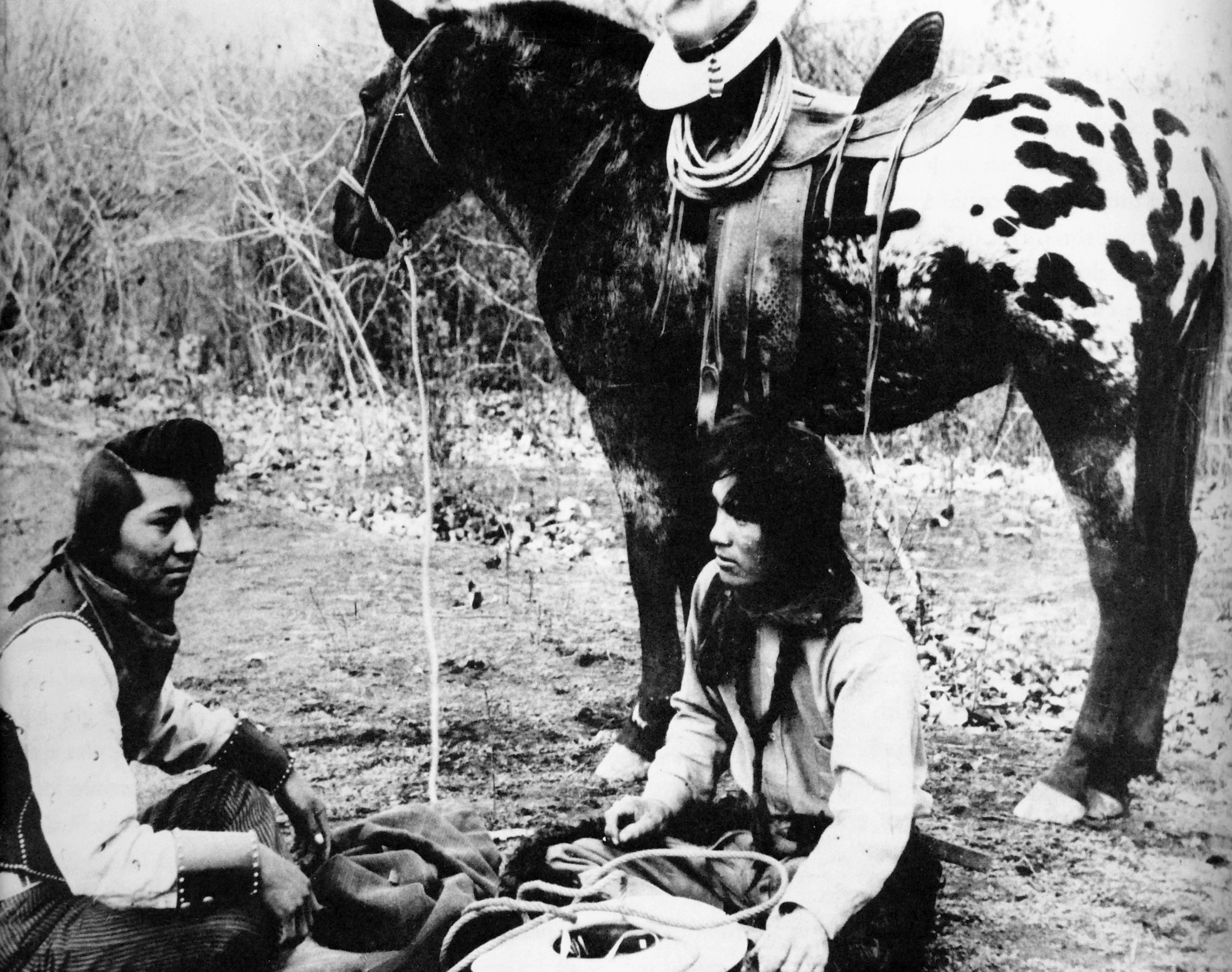

## Генетика
За чубару масть відповідають одразу декілька генів, одним з найголовніших є ген Leopard з домінантними алелями Lp з локусом TRPM1. Цю ділянку ДНК коня вважають наслідком інсерції ретровірусу в генотип коня близько 10 тис. років тому, про давнє походження якої свідчать наскельні малюнки чубарих коней в печерах Франції епохи палеоліту. В той же час, окрім Lp є домінантні алелі PATN, також відомі як Pattern, що успадковуються так само аутосомно-домінантно, як і Lp. В багатьох випадках саме від комбінації цих алелів залежить яскравість прояву чубарої масті, проте є і винятки, що робить чубару масть складною для вивчення.
Окрім особливої пігментації у чубарих коней зустрічаються генетичні захворювання очей, наприклад, вроджена нерухома нічна сліпота, що впливає на зір тварин в умовах недостатнього освітлення та конячий рецидивуючий увеїт. Оскільки захворювання зустрічаються в більшості випадків лише в одній породі коней, аппалузькій, де вказана масть є основною, це явище співставляють більше з наслідками інбридингу, ніж з самою чубарою мастю коней.

## Символізм
З визначення тлумачних словників, «чубарий» — це вкритий темними плямами на світлій шерсті, плямистий кінь. Чубару масть в літературі можна також зустріти під різними назвами, зокрема леопардовою, тигровою, плямистою і навіть рябою, що вказує на спорідненість термінів з модою на незвичайну фауну різних часів. Проте з науковими відкриттями і розвитком конярства з'явилась потреба в усталеності термінів, одним з загальноприйнятих на сьогодні є чубара масть.
«Кучер Селіфан був вічно напівп'яний, а корінний кінь упряжки, Чубарий, завжди сачкував, гризся із пристяжними, змушуючи їх тягнути таратайку» (з публіц.літ.).
«Ти ж проніс повз мене чару у чергу мою — так іди же ж, мій чубарий, геть неси Іллю!» (І. Роздобудько).
«Тепер чубарий дозволяв себе і гладити, і залазити на спину, тільки-от ніяк не йшов з місця» (Ю. Логвин).
«Этот чубарый конь был сильно лукав и показывал только для вида, будто бы везет, тогда как коренной гнедой и пристяжной каурой масти, называвшийся Заседателем, потому что был приобретен от какого-то заседателя, трудилися от всего сердца» (М. Гоголь).

Коні чубарої масті у живописі.
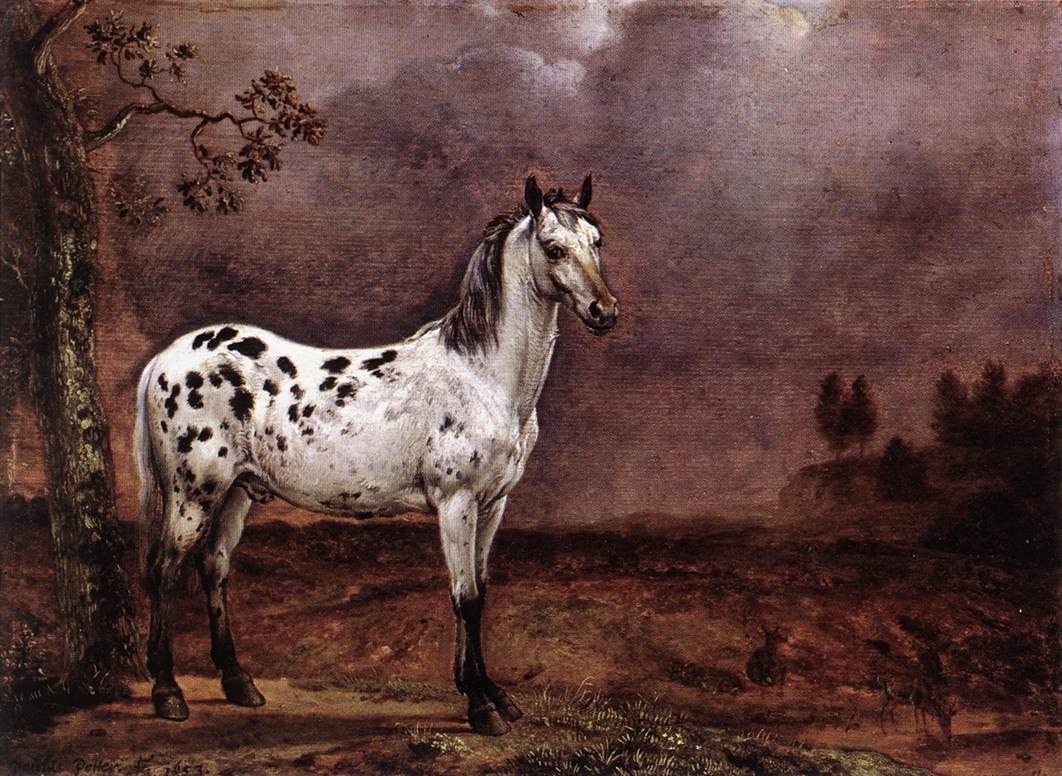
Плямисте лоша, 1653, нідерландський художник Паулюс Поттер.
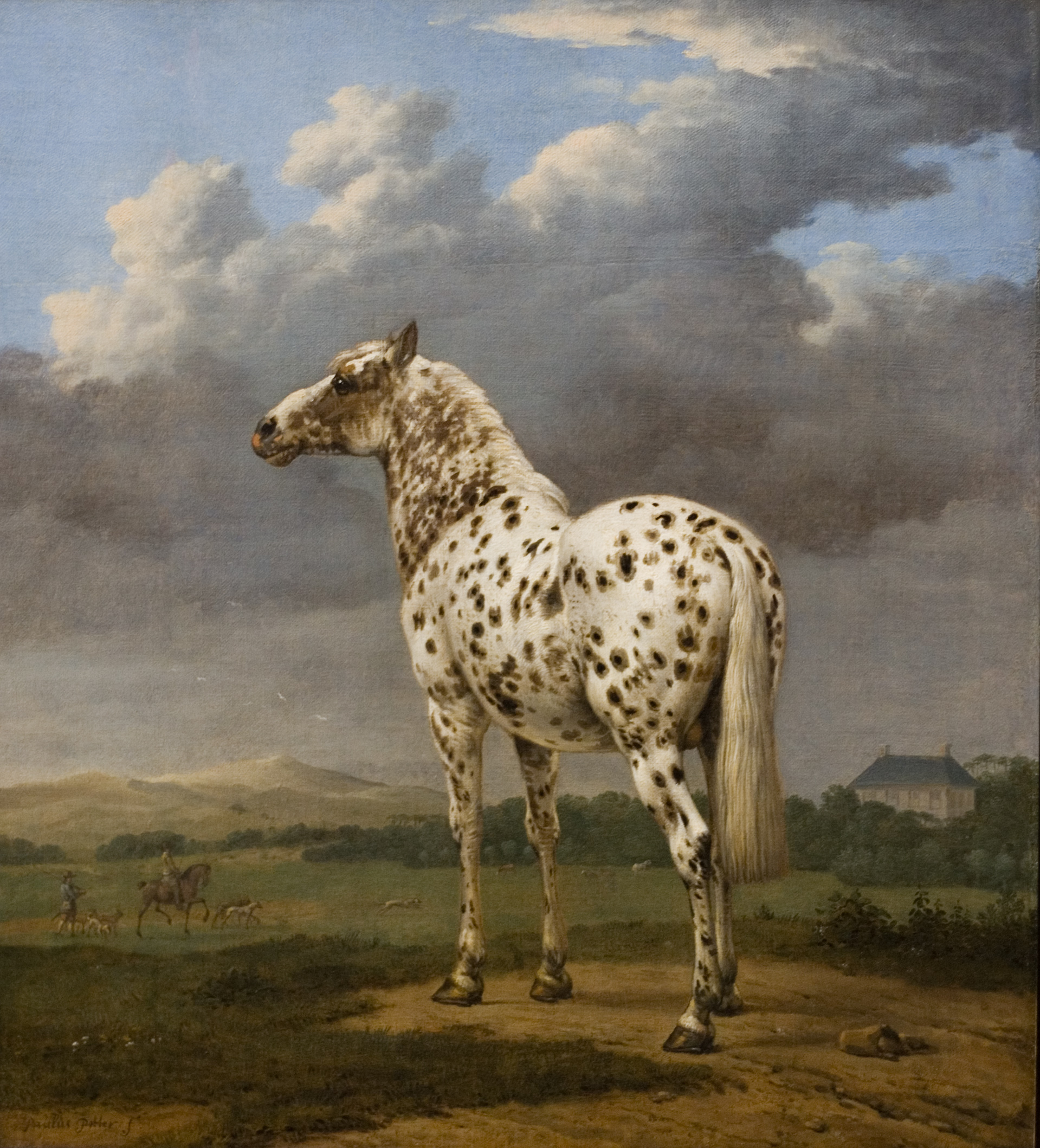
Плямистий жеребець на пагорбі, 1650-1654, нідерландський художник Паулюс Поттер.
Кінний портрет Мадам Ла Дюшес де ла Ферте, 1670, французький живописець Жозеф Парросель.
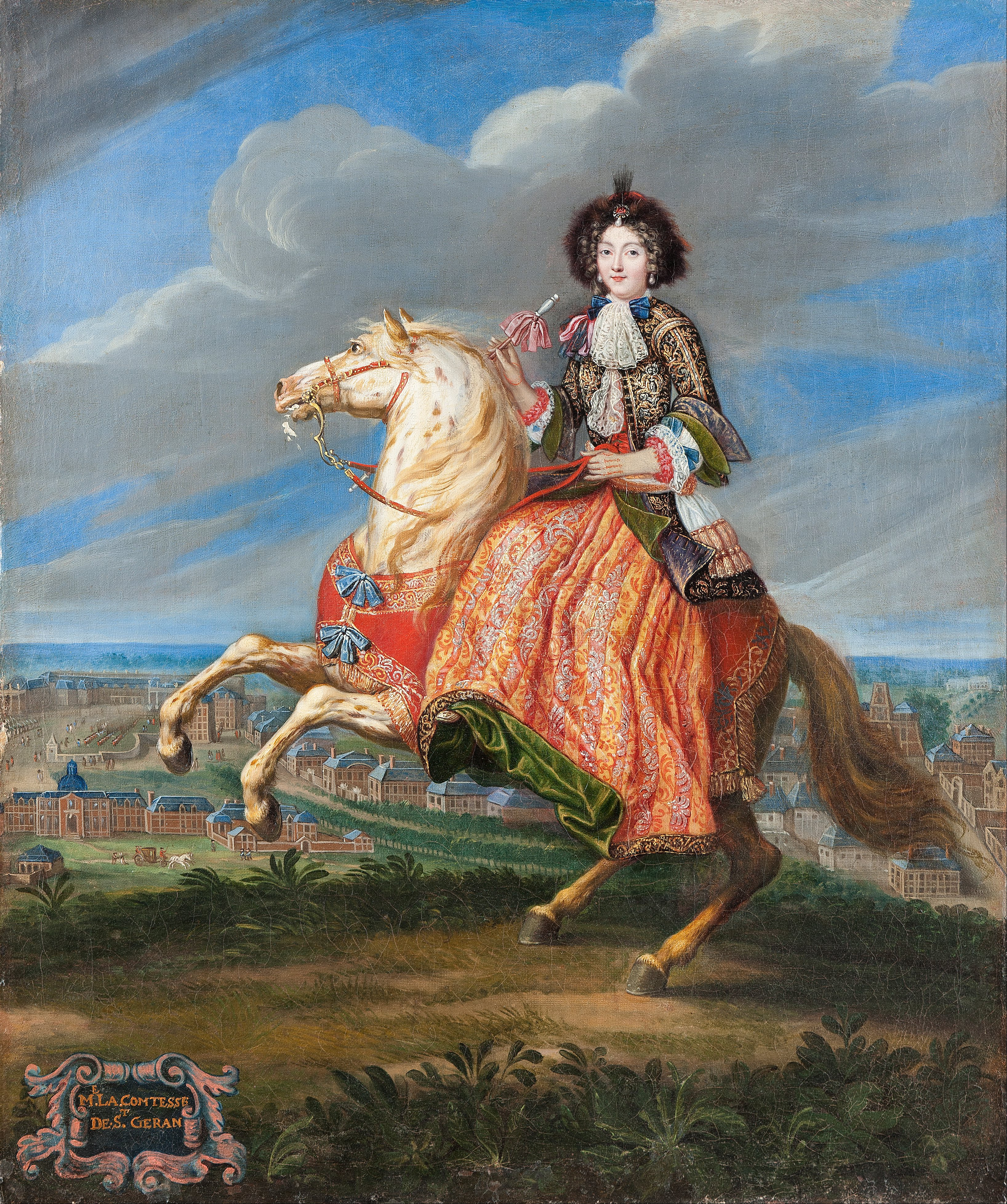
Кінний портрет графині де Сен-Жеран, 1670-ті, французький живописець Жозеф Парросель.
Тигровий кінь Карла XI, короля Шведської імперії, 1673, шведський художник німецького походження Давид Клекер-Еренштраль.
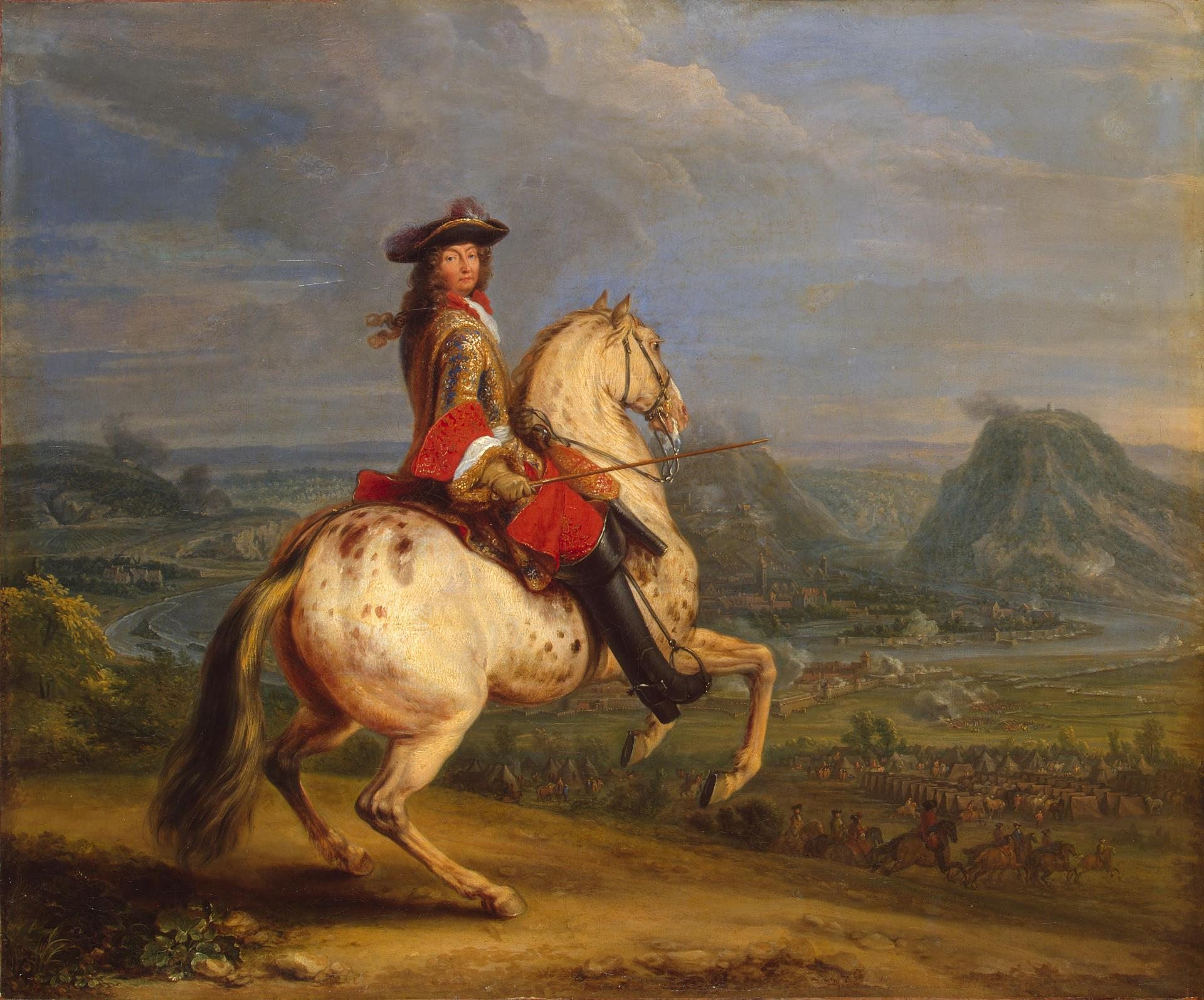
король Людовик XIV на осаді Безансона, 1674, фламандський живописець Адам Франс ван Дер Мелен.
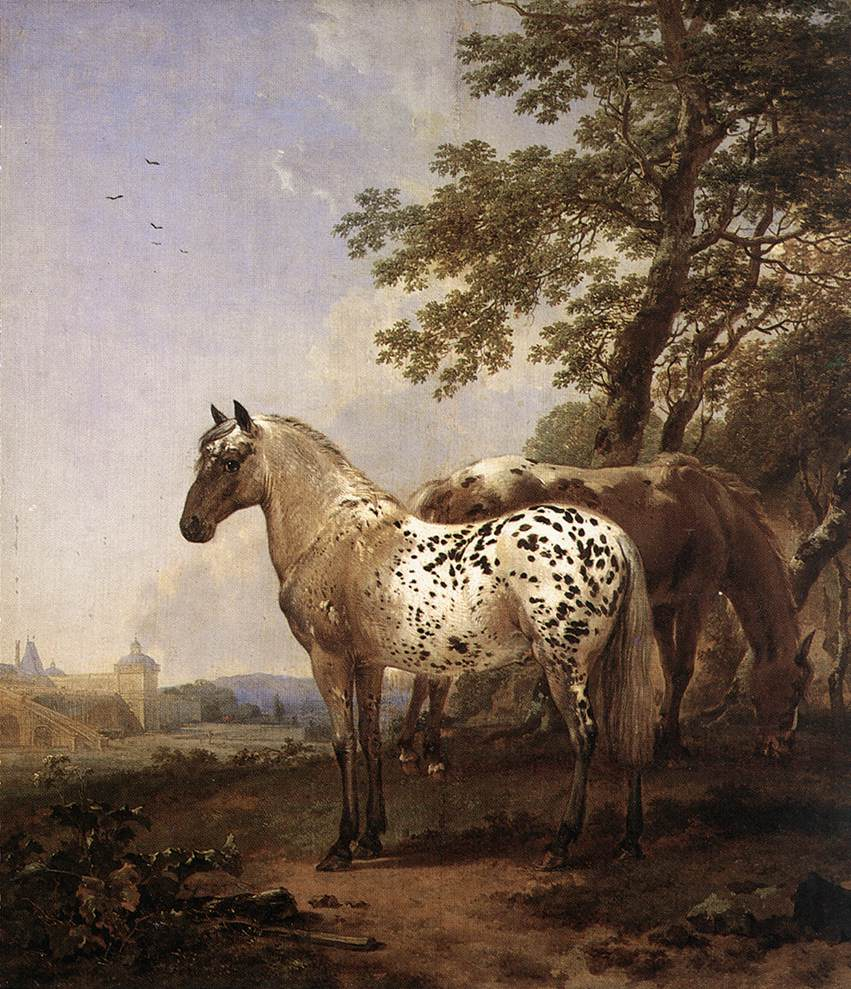
Пейзаж з двома конями, 17 ст., голландський художник Ніколас Берхем.
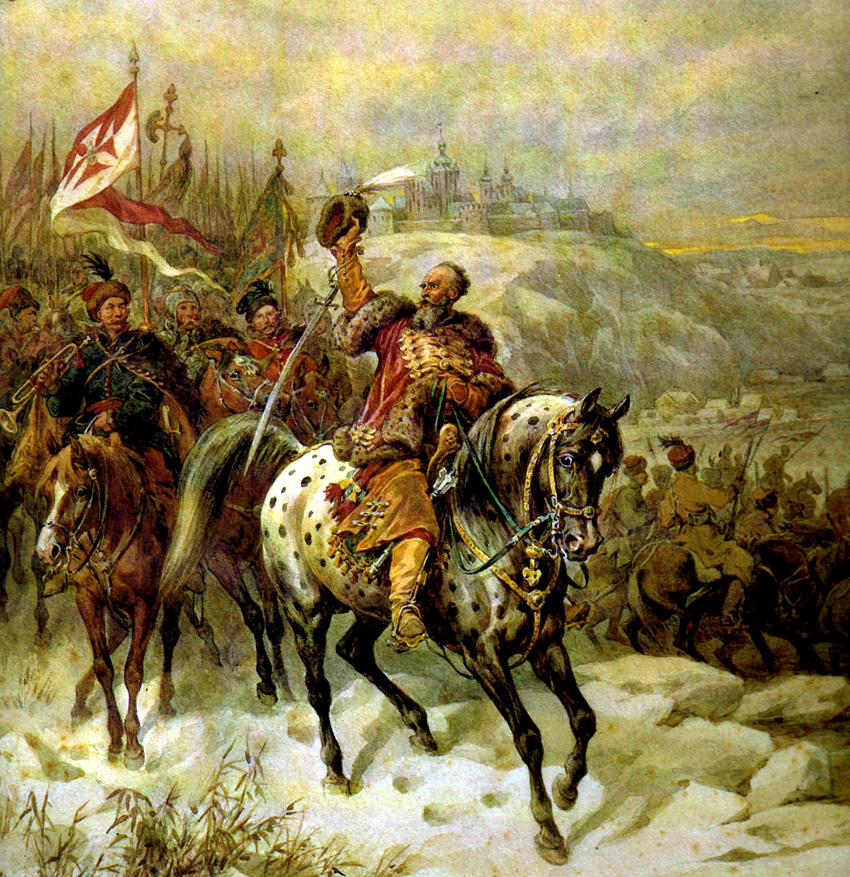
Стефан Чарнецький біля Плоцьку, 1875, польський художник Юліуш Коссак.
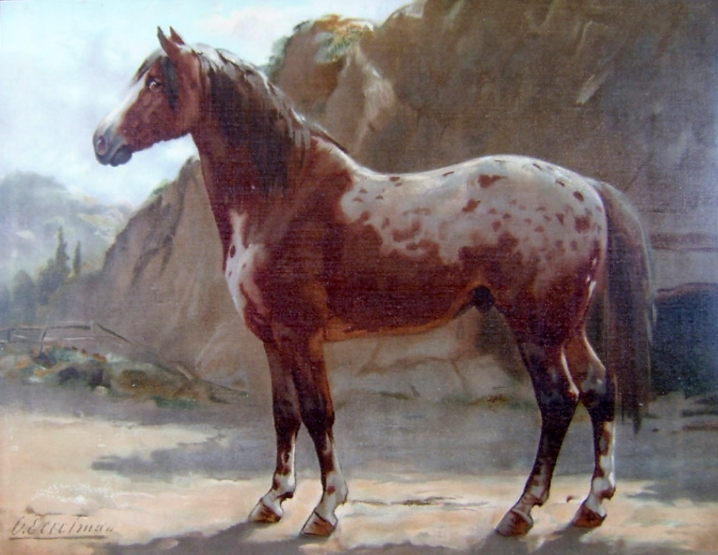
Пінцґауерський кінь або норікер, 1898, голландський живописець Отто Ерелман.